# 高崎線
高崎線（たかさきせん）は、埼玉県さいたま市大宮区の大宮駅から群馬県高崎市の高崎駅までを結ぶ、東日本旅客鉄道（JR東日本）の鉄道路線（幹線）である。
起点の大宮駅から東北本線列車線上野駅・東京駅方面へ直通運転を行っており、旅客案内上の運転系統名としては東京駅 - 高崎駅間を指す。
なお、広義では高崎線と並行している上越新幹線（大宮駅 - 本庄早稲田駅 - 高崎駅間）も高崎線に含める場合もある（詳細は後述）が、本項では在来線としての高崎線全般の概要や沿革などについて記述する。

## 概要
高崎線は、大宮駅で東北本線（宇都宮線）から分岐し、群馬県内最大のターミナル駅である高崎駅までを結ぶ、東京の近郊路線の一つである。国道17号（中山道）とほぼ並行し、一部区間を除き同じ市町村を経由している。上野駅 - 熊谷駅間は1883年（明治16年）に日本最古の私鉄であった日本鉄道の最初の営業区間として開業した、日本国内の鉄道の中でも古い路線の一つであり、路線としては東北本線の大宮駅以北よりも歴史が古い。路線名は日本鉄道が国有化された後の1909年（明治42年）に定められた。路線名には高崎市や高崎駅の「高崎」を冠し、管轄は大宮駅構内を除きJR東日本高崎支社であるが、経路上の大部分（大宮駅から神保原駅まで）は埼玉県内であり、籠原運輸区および高崎車両センター籠原派出所がある籠原駅を起終点として東京方面へ向かう列車が多く、高崎線の南部では埼玉県と東京間の通勤・通学などの地域輸送に機能が偏重している。
全線が旅客営業規則の定める「東京近郊区間」、およびIC乗車カード「Suica」の首都圏エリアに含まれている。旅客案内などに用いられるラインカラーは、首都圏地区の東海道線や宇都宮線（東北本線中距離列車の路線愛称）と同様、普通列車の車体色の一部であるオレンジ（■）である。
2024年現在のダイヤでは、全定期列車が東北本線の大宮駅以南に乗り入れ、うち約7割の列車は東北本線の列車線（宇都宮線）を経由し上野駅、さらにその多くは「上野東京ライン」として東京駅を経由して東海道線（一部はさらに伊東線）の駅を始発・終点とする。また、残りの約3割は「湘南新宿ライン」として、東北貨物線を経由して田端駅付近から山手貨物線の池袋駅・新宿駅・渋谷駅経由で東海道本線に乗り入れており、起点の大宮駅を始発・終着とする列車はなくなっている。一方、終点である高崎駅からは、全体の2割程度が上越線へ乗り入れ、さらに上越線の新前橋駅から両毛線（普通・快速アーバン）、渋川駅から吾妻線（特急のみ）へ直通する列車も存在する。このほか、倉賀野駅 - 高崎駅間には八高線が乗り入れている。
管轄の高崎支社は「首都圏エリア」ではなく、地方支社扱いであるが、前述のような運行形態でほぼ全列車が首都圏エリア内に乗り入れている点や、Suicaの初期導入区間から既に含まれている点、防災訓練の内容など、高崎線は準首都圏エリアのような扱いとなっている。
広く公表されていないが、当路線では中間駅各駅にテーマカラーが設定されている。これは同線の駅の多くがJR型配線であるためその識別であると推測できる。テーマカラーはホーム屋根の柱にワンポイントで入り、ベンチもそのテーマカラーと同系色のものが設置されている。
2016年3月10日より、大宮駅・上尾駅・熊谷駅・高崎駅を除く全駅で一斉に早朝時間帯始発から6:30までの無人化（インターフォン遠隔案内）と、それに伴うみどりの窓口・指定席券売機の営業時間変更およびエスカレータの運転時間短縮が実施された（行田駅など既に実施済みの駅も他駅に合わせて時間が変更された）。
高崎線内に終日無人駅はないものの、前述の主要駅を除く全駅の早朝無人化の実施、業務委託駅の拡大（JR東日本ステーションサービスに委託、2021年3月時点で高崎線内の2/3の12駅および大宮駅・高崎駅の一部業務）など、業務効率化が進んでいる。

### 線路名称と新幹線
1909年（明治42年）10月の『明治42年鉄道院告示第54号』によって公布された「国有鉄道線路名称」で、高崎線は「東北線の部」の一部として制定された。1982年（昭和57年）11月に上越新幹線が開業、その際新幹線は並行する在来線の支線扱いとされ、上越新幹線の大宮駅 - 高崎駅間は高崎線の支線として、国鉄分割民営化後に制定された「JR線路名称公告」でもその扱いが引き継がれている。

## 歴史

### 建設の経緯

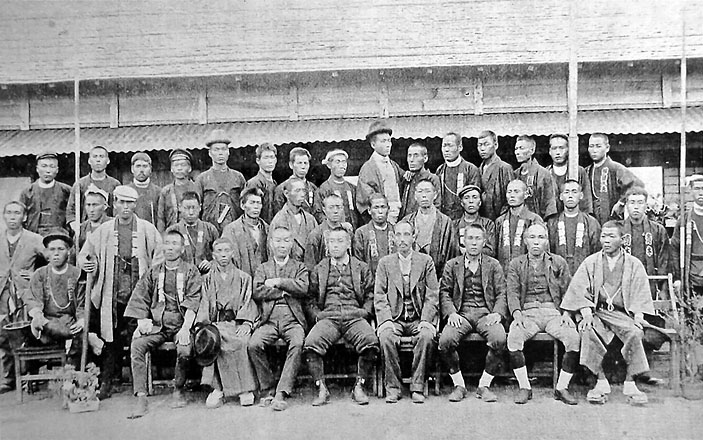
高崎線を工事した当時の役員と作業員（1883年）

日本初の私鉄である日本鉄道の第1期線として、1883年（明治16年）に後に東北本線の一部となる区間を含む上野 - 熊谷間で仮営業を開始したのが始まりである。
日本では1872年（明治5年）に初の実用鉄道路線として新橋 - 横浜間を開業し、その優位性が注目されていた。当時の日本は貿易赤字解消の外貨獲得を目的とした殖産興業政策として、生糸や絹織物等の製品の輸出を推進しており、養蚕業と製糸業の盛んな群馬県から、貿易港である横浜港まで運ぶ手段が必要とされていた。また、東京と京阪神間を結ぶ主要鉄道と位置付けられた「中山道鉄道」の第1区を形成する計画でもあった（後に東京 - 京阪神間を結ぶ鉄道の岐阜以東は東海道経由へと変更され、東海道本線計画へ転じた）。
当時の新橋の北には、江戸時代からの市街地が広がっており、また神田から板橋にかけての台地の勾配を避けるため、台地の縁にあり、寛永寺の広大な売却地を利用できる上野をターミナルとした。上野 - 高崎間の路線には、英国人技師ボイルが中山道鉄道の経路として提案した「王子 - 赤羽 - 大宮 - 鴻巣 - 熊谷 - 高崎」という案と、アメリカ人技師クロフォードが提案した「千住 - 岩槻 - 忍 - 熊谷 - 高崎」という案の二案があった。当時の鉄道局長官井上勝はボイル案を採用し、現在の経路となった。
しかし、政府財政の窮乏のために建設は進まず、民間資金（当時は主に貴族や旧大名など華族の出資）の導入によって鉄道建設を促進するために、株式会社である「日本鉄道」が設立され、国に代わって建設を行い、日本鉄道の最初の路線（第1期線）として、また日本初の「民営鉄道」として、1883年（明治16年）に上野 - 熊谷間が開業した。開業時の開設駅は上野駅、王子駅、浦和駅、上尾駅、鴻巣駅、熊谷駅で、現在は中距離列車の停車しない王子駅も含まれていた一方、現在の起点である大宮駅はまだなかった。
翌1884年（明治17年）に高崎駅、前橋駅まで延長され、全通した。高崎まで開通した同年6月25日には、明治天皇臨席のもと上野駅で開通式が行われ、この際に明治天皇は上野 - 高崎間を往復乗車した。1885年（明治18年）に第2期線（後の東北本線）の分岐駅として、浦和 - 上尾間に大宮駅が開設された。また、同年には赤羽（王子 - 浦和間）から官営鉄道の品川を結ぶ路線（現在の山手線・埼京線）が開業し、群馬と横浜を結ぶ当初の計画が実現した。
現在も上野駅を列車運行上の起点とし、さらに現在では別路線の両毛線の駅となっている前橋駅への直通列車も設定されているのは、当時の起終着駅に由来するが、開業時の前橋駅は利根川の西岸、現在の新前橋駅付近にあった。この駅は、地元で内藤分停車場あるいは内藤ステーションと呼ばれていた（詳しくは「前橋駅」および「両毛線」の項を参照）。小山から両毛鉄道が西進し、現在の前橋駅まで開業すると同時に、日本鉄道も利根川を渡る線路を敷設して現在の前橋駅まで延伸開業し、旧前橋駅は廃止された（現在の新前橋駅は上越南線との分岐駅として1921年（大正10年）に開業した）。

### 路線名の変遷
高崎線は、日本鉄道が上野 - 熊谷間を開業した当時、日本鉄道では第一区線とされ、政府官報では上野熊谷間汽車とされたが、旅客案内上は仲仙道汽車と案内されることもあった。
1894年（明治27年）12月発行の『汽車汽船旅行案内』には、当線を「上野 - 赤羽 - 大宮 - 高崎と経て直江津線に連絡し前橋まで至って両毛線に連絡する線」とし、中仙道線と案内している。
1906年（明治39年）に、日本鉄道が鉄道国有法により買収・国有化され、本路線も官設鉄道に編入された。3年後の1909年（明治42年）10月12日公布の国有鉄道線路名称（明治42年鉄道院告示第54号）により公式に大宮 - 高崎間を「高崎線」と定め、両毛線や日光線、水戸線等と同じく東北本線を幹線とする「東北線の部」に属する一線として位置付けられた。

### 優等列車の沿革
全国に鉄道網が拡大するなかで、高崎線は首都圏と新潟県や東北地方日本海側および長野県・北陸地方とを結ぶ大動脈に成長し、上越線・信越線の特急・急行列車が高崎線内を多数通過していた。
第二次世界大戦後、高度経済成長期に国鉄の電化が進んだことで、優等列車の電車化が行われ、上越線の「とき」や信越本線の「あさま」に加え、羽越本線系統の「いなほ」や北陸本線系統の「白山」・「はくたか」といった多数の特急列車が運転されており、当線を含めた上野 - 新潟間のルートでは最高速度120km/hでの運転が行われていた。また、これらのほかに比較的運転日の多い季節・臨時特急として、中軽井沢行きの「そよかぜ」、万座・鹿沢口行きの「白根」、スキー臨時列車で石打行きの「新雪」が存在した。
車両も、特急は「こだま形」181系に、碓氷峠越えの189系、北陸へ向かう485系、急行も165系・169系・457系といった車両が投入されて、一時代を築いた。
しかし、1982年（昭和57年）11月15日の上越新幹線開通で、上越線系統の列車群が新幹線へ移る形で廃止され、次いで1997年（平成9年）10月1日の北陸新幹線（高崎駅 - 長野駅間）の先行開業により、信越線系統の広域輸送も新幹線に譲り、新幹線の恩恵を受けにくい吾妻線（「草津」）、両毛線方面（「あかぎ」）等への中距離特急が運転されるのみとなり、このうち、上越線水上への特急（「谷川」、のちの「水上」）は利用者減少により臨時列車化された。
夜行列車については、北陸方面とを結ぶ寝台特急「北陸」、秋田・青森方面とを結ぶ寝台特急「あけぼの」のほか、北陸方面へ運転される臨時急行「能登」が高崎線を経由した。急行「能登」はJRに残った数少ない急行列車であったが、2010年（平成22年）3月13日のダイヤ改正で臨時列車に変更された。同改正では寝台特急「北陸」が廃止され、「あけぼの」も2014年（平成26年）3月15日のダイヤ改正で臨時列車に変更された。
詳細は、以下の各項目を参照。
- 上越線方面 - とき (列車)・水上 (列車)
- 信越本線方面 - あさま
- 吾妻線方面 - 草津・四万
- そのほか近距離輸送列車 - あかぎ (列車)
- 東北方面夜行列車 - あけぼの (列車)
- 北陸方面夜行列車 - 北陸 (列車)（長野経由は「能登 (列車)」

### 通勤路線化
1932年（昭和7年）に東北本線の大宮以南が電化され、のちの京浜東北線に相当する電車系統が運転開始されていたが、戦後の高度経済成長により、高崎線沿線にも団地が造成され、人口が急増した。1952年（昭和27年）に全線が電化されてから、国鉄は80系や、後に3ドアの115系といった電車を投入して通勤需要に応えた。
しかし、激増する人口に追い付かず、一方で長距離列車の需要も拡大したため、線路容量は限界に達した。その上、国鉄は1960年代から赤字経営が常態化し、新型車の投入を抑え、通勤車両の不足分を急行型165系等の2ドア車両で代替して、混雑が慢性化した。また国鉄は労使関係も悪化を続け、労働組合は列車の運行を労働争議（遵法闘争など）の手段に用いたことから、利用者の不満が爆発し、1973年（昭和48年）の上尾事件や首都圏国電暴動へ至った。この事件の後、国鉄は115系の追加投入を行い、朝夕ラッシュ時は3ドア車両が15両編成で行き交う光景が日常的なものとなったが、線路容量はこれ以上拡張できなかった。
1982年（昭和57年）の上越新幹線開業は、高崎線の線路容量問題を根本的に解決するものであり、1985年（昭和60年）の新幹線上野乗り入れにより、高崎線の特急・急行は大きく削減され、輸送体系は普通列車主体へ大きく変わった。さらに1997年（平成9年）の北陸新幹線長野開業により、日中の長距離列車は全廃され、東京と群馬県を結ぶ少数の特急のみとなり、わずかに残った夜行列車も後に廃止された。
車両も、1980年代末に投入された211系3000番台はオールロングシートで定員を拡大し、2000年代に投入されたE231系からはロングシート主体（一部ボックスシート）かつ4ドアを採用した一方で、211系共々、後に2階建てグリーン車も組み込み、着席需要に応えた。また115系は日中に7両や8両の編成が残っていたが、211系とE231系により「グリーン車付き10両か15両」に統一し、続くE233系も踏襲している。
運用面でも、開業以来、上野発着を主体としてきたものを、国鉄分割民営化後に貨物線を転用することで、副都心の池袋駅・新宿駅へ乗り入れ、都心方面への需要を分散させた。これは2000年代に湘南新宿ラインへ成長し、東海道本線への直通運転を開始する一方、高崎・前橋以北への普通列車の直通は段階的に廃止された。2015年（平成27年）の上野東京ライン開業によって、東海道本線との全面的な直通運転が始まり、高崎線は東京と信越・日本海を繋ぐ路線から、首都圏を縦貫する路線へと大きく変化している。

### 通勤新線乗り入れ計画
東北新幹線建設の際、地元住民への見返りとして計画された通勤新線（東北本線のバイパス支線：赤羽駅 - 武蔵浦和駅 - 大宮駅）は、元々は大宮駅からは北進し宮原駅より高崎線へ乗り入れる計画が立てられていた。そのため、新線は中・長距離列車が通過することを前提に設計され、高崎線内でも大宮駅 - 宮原駅間において、乗り入れの連絡線（複々線）用地の取得が行われた。しかし、新線沿線に設置予定だった車両基地の用地買収が困難となり、急遽、田園地帯を走る川越線を電化し、その沿線に川越電車区（現・川越車両センター）を設置して代替とした。よって、通勤新線は川越線乗り入れの形に変更となり、1985年に埼京線の名で開業した。
その後、高崎線乗り入れの実質的な代替となる貨物線経由による池袋駅・新宿駅乗り入れ（現在の湘南新宿ライン）の運行を開始した。
民営化後もしばらくは、取得した用地が残され、2000年前後にさいたま市との合併協議を行っていた上尾市は、これを利用した埼京線もしくは京浜東北線の上尾駅延伸を合併の見返りとして要求していたが破談した。なお、現在、用地の多くは再転用可能な駐車場のほか、一部は再転用困難な住宅施設にも転用されている。

### 年表
日本鉄道時代の新設駅のうち、（）内は国有化後の線路名称制定時に他路線（東北本線・両毛線）の所属となった駅
- 1883年（明治16年）
  - 7月28日 【開業】日本鉄道 上野 - 熊谷 【駅新設】（上野・王子・浦和・）上尾・鴻巣・熊谷
  - 10月21日 【延伸開業】熊谷 - 本庄 【駅新設】深谷・本庄
  - 12月27日 【延伸開業】本庄 - 新町 【駅新設】新町
- 1884年（明治17年）
  - 5月1日 【延伸開業】新町 - 高崎 【駅新設】高崎
  - 8月20日 【延伸開業・全通】高崎 - 前橋 【駅新設】（前橋）
- 1885年（明治18年）
  - 3月1日 【駅新設】（赤羽・）桶川・吹上
  - 3月16日 【駅新設】大宮
- 1889年11月 両毛鉄道、前橋まで開業。両毛鉄道に接続するため、前橋駅を移設
- 1894年（明治27年）5月1日 【駅新設】倉賀野
- 1897年（明治30年）11月15日 【駅新設】神保原
- 1906年（明治39年）11月1日 【買収・国有化】日本鉄道 → 官設鉄道
- 1908年（明治41年）5月1日 【信号所新設】加茂宮
- 1909年（明治42年）
  - 10月12日 【国有鉄道線路名称制定】高崎線 大宮 - 高崎（この区間を分離。上野 - 大宮間は東北本線、高崎 - 前橋間は両毛線に編入）
  - 12月16日 【駅新設】籠原・岡部
- 1918年（大正7年）8月16日 【信号所新設】本宿
- 1922年（大正11年）4月1日 【信号所 → 信号場】加茂宮・本宿
- 1927年（昭和2年）
  - 8月9日 【複線化】加茂宮（信） - 上尾
  - 10月15日 【複線化】上尾 - 桶川
  - 11月20日 【複線化】大宮 - 加茂宮（信）
- 1928年（昭和3年）
  - 2月1日 【複線化】桶川 - 本宿（信）
  - 3月30日 【複線化】鴻巣 - 吹上
  - 5月1日 【複線化】倉賀野 - 高崎 [24]
  - 6月1日 【複線化】本宿（信） - 鴻巣 [24]
  - 7月1日 【複線化】吹上 - 熊谷 [24]
  - 8月1日 【信号所 → 駅・改称】本宿 → 北本宿
  - 12月26日 【複線化】深谷 - 岡部 [24]
- 1929年（昭和4年）
  - 5月1日 【複線化】熊谷 - 籠原
  - 7月10日 【複線化】籠原 - 深谷
  - 8月6日 【複線化】本庄 - 神保原
- 1930年（昭和5年）
  - 5月16日 【複線化】神保原 - 新町
  - 6月12日 【複線化】岡部 - 本庄
  - 10月15日 【仮信号所新設】小野（八高北線の分岐点）
  - 10月16日 【複線化】新町 - 倉賀野
- 1931年（昭和6年）7月1日 【仮信号所 → 信号場】小野
- 1943年（昭和18年）10月1日 【操車場新設】高崎
- 1947年（昭和22年）
  - 1月22日 【信号場廃止】加茂宮
  - 4月1日 【電化】高崎（操） - 高崎（ - 水上）
  - 9月15日　カスリーン台風による豪雨で各地に被害。北本宿 - 鴻巣間で土砂崩れ、吹上 - 熊谷間で冠水、深谷 - 岡部間でなどの被害[25]。
- 1948年（昭和23年）7月15日 【駅新設】宮原（旧加茂宮信号場の位置）
- 1952年（昭和27年）4月1日 【電化】大宮 - 高崎（操）
- 1961年（昭和36年）
  - 2月21日 【信号場廃止】小野（八高線北藤岡駅構内に併合）
  - 3月20日 【駅名改称】北本宿 → 北本
- 1966年（昭和41年）7月1日 【駅新設】行田
- 1973年（昭和48年）3月13日 朝のラッシュ時間帯に国鉄労働組合（国労）などの労働組合員による遵法闘争で大幅に乱れたダイヤに怒った利用客が暴動を起こし、上尾駅を始め桶川駅・北本駅・鴻巣駅・熊谷駅などで車両や駅設備等を破壊（上尾事件）。翌月の首都圏国電暴動とあわせて輸送改善のきっかけとなる。
- 1979年（昭和54年）10月1日 【駅新設】（貨）熊谷貨物ターミナル
- 1982年（昭和57年）11月15日 上越新幹線開業
- 1984年（昭和59年）11月3日 【駅新設】北鴻巣
- 1987年（昭和62年）4月1日 【承継】東日本旅客鉄道（第1種）・日本貨物鉄道（第2種）
- 1988年（昭和63年）12月17日 【駅新設】北上尾
- 1993年（平成5年）10月3日 大宮 - 宮原間にATS-Pを導入[26]。
- 1996年（平成8年）3月16日 倉賀野 - 高崎間の八高線直通列車でワンマン運転開始[27]。
- 1997年（平成9年）10月1日 北陸新幹線 高崎 - 長野先行開業。在来線特急「あさま」・「白山」廃止。
- 2001年（平成13年）
  - 9月1日 E231系電車が高崎線で営業運転開始。
  - 11月30日 115系電車がこの日で運用を終了[28]。
  - 12月1日 湘南新宿ラインとして一部列車が新宿駅経由で東海道線へ直通運転開始。
- 2004年（平成16年）
  - 6月1日 高崎運転所を高崎車両センターへ改組。
  - 7月8日 普通列車（快速などを含む）へのグリーン車の連結を開始（10月15日までは普通車扱い）[29]。
  - 10月16日 普通列車（快速などを含む）でグリーン車の営業運転を開始[29]。
  - 12月19日 大宮 - 神保原間に東京圏輸送管理システム (ATOS) 導入[30][注釈 13]。
- 2005年（平成17年）12月10日 新前橋電車区検修部門を高崎車両センターと統合。乗務員区を高崎運輸区・新前橋運輸区に改組。
- 2012年（平成24年）9月1日 211系電車の置き換えを目的に、E233系電車が営業運転開始。
- 2014年（平成26年）3月14日 寝台特急あけぼのがこの日発車、翌日到着分をもって定期運用から引退した。また、211系もこの日限りで運用を終了した。
- 2015年（平成27年）3月14日 東京 - 上野駅間の東北本線の列車線が復活し、上野駅発着列車の多くが上野東京ラインとして東京駅経由で東海道線へ直通運転開始。これに伴い、運転系統上の高崎線の始発駅が上野駅から東京駅へ変更（上野駅発着列車も残存）。
- 2016年（平成28年）3月15日 午前3時55分ごろ、籠原駅構内で漏電による火災が発生した。また、それによる信号装置の焼損により、3月17日までの間、熊谷 - 岡部間で終日運転を見合わせ、それ以外の区間では本数を減らして運行し、東海道線との直通運転は中止となった。
- 2017年度末 深谷駅・岡部駅・本庄駅へ15両編成列車の乗り入れを可能にし、輸送障害時、必要に応じて籠原駅での連結・切り離し作業を省略する対応を開始（定期列車の本庄駅までの15両編成列車乗り入れ設定有無の言及なし）[31]。
- 2021年（令和3年）3月13日：ダイヤ改正により通勤快速を廃止[32]。
- 2026年（令和8年）7月1日（予定）：支社制から事業本部制への再編に伴い、大宮駅付近の大宮支社管轄部分は大宮事業本部の管轄とし、高崎支社管内については宮原駅 - 神保原駅間を熊谷事業本部、新町駅 - 高崎駅間を群馬事業本部の管轄とする[33]。

## 沿線概況

### 大宮 - 熊谷
大宮を出発すると大宮総合車両センターを挟んだ西側を東北新幹線・上越新幹線・ニューシャトルの高架が並行する。大宮駅構内では東北本線（宇都宮線）が北北東に向けてカーブするのに沿って北向きに進むが、その下り線築堤の下に潜って東北本線線路と分かれると進路を北北西に修正する。なお、湘南新宿ライン等、東北貨物線・武蔵野線大宮支線からの下り直通列車は、はじめ東北本線下り線用の築堤上の東大宮操車場への回送線と共用する線路を進み、途中で分岐して北北西に進路を取り、築堤を下り高崎線本線に合流する。現在は大宮駅が起点の高崎線であるが、東京駅を起点とする本線である東北本線が高崎線から分岐しているかのような線形になっており、これは当初日本鉄道が現在の東北本線大宮駅以南と高崎線に当たる路線を上野駅起点として建設し、第2期線として大宮駅から分岐して現在の東北本線大宮駅以北が建設された歴史を示すものである（その後、（東京 - ）上野 - 大宮駅間は東北本線と制定される。「#歴史」節を参照）。間もなく左手より、大宮駅地下ホームの川越線が地上に出てきて、並行しながら、鉄道博物館の東側を通過する。その後、すぐに新幹線・ニューシャトル及び国道17号の高架が高崎線を跨いで東側に緩くカーブしながら離れていく。ちなみに、大宮駅から高架の手前まで湘南新宿ラインなどの下り線路のさらに西側（大宮総合車両センター隣接）にもう一本線路が並行し、下り線路が合流した後もしばらく高崎線が複単線のように見える状態で並行して、高架の手前で川越線に合流している。これは、川越線が埼京線開業前に大宮駅地上11・12番線を使用していた際の旧線路である。現在は高崎線 - 川越線間の連絡線として使用されている。並行する川越線が西側に離れると、左側に再開発された高層住宅街が見え、右側にカーブを切ると宮原駅に到着する。宮原駅を出ると新大宮バイパスをくぐり、その後区画された新興住宅地の中を北西に進んでいき、マンション群の中を進み上尾駅に到着する。上尾駅は、昭和40年代の国鉄労組闘争に対し、主に上尾駅など高崎線利用の通勤労働者が起こした国鉄職員・国鉄設備への暴力・破壊事件、「上尾事件」が発生した駅である。事件の際は、通勤時間帯の上尾駅の通勤客ら高崎線利用客10,000人が暴徒化したと伝えられている。
北上尾駅、桶川駅と新興住宅地の中を進み、市街地が途切れ、宅地の合間に畑地を見ながら北本駅、複合商業施設エルミこうのすが見えてくると鴻巣駅に着く。鴻巣駅を出て、旧中山道と踏切で交差すると、この辺りから田畑が目立つようになり、野菜生産全国第6位、花卉生産高全国第8位、米生産高全国第17位を誇る（いずれも平成19年の数値）、埼玉県を代表する田園風景が続く。それまで大宮台地の脊梁部を走っていた列車は緩やかに標高を下げていき、利根大堰から導水される武蔵水路を渡って北鴻巣駅を過ぎ、元荒川沿いの低地を北西に進み、緩く西にカーブして民家が増えてくると、再び旧中山道と踏切交差して吹上駅に着く。吹上駅を出るとまた旧中山道と交差（なお、交差部の道路は分断されている）し、元荒川を渡って右にカーブを切り、荒川の東側の田畑の中を荒川に沿うように並行して行田駅に着く。行田駅を出ると、蛇行していたかつて元荒川の旧流路を2回渡り久下の田畑地帯を北西に疾走して秩父鉄道、次いで上越新幹線が東側から乗り越し、右側に現れた複合商業施設ニットーモールを通過すると、その脇の旧中山道と踏切交差してすぐに荒川扇状地の扇端にある熊谷駅に着く。この鴻巣 - 熊谷間は河川等水面とほぼ同じ高さの平面上を走る。

### 熊谷 - 高崎
熊谷駅を出ると、上越新幹線の高架および秩父鉄道としばらく並行する。タイミングが合えば、秩父鉄道のSL列車「SLパレオエクスプレス」を間近で見ることができる。高崎線と秩父鉄道の間に存在する、使われていない線路は東武熊谷線跡である。その後、高崎線は北側にカーブを切って両線から分かれる。田園地帯をしばらく北西に進むと熊谷貨物ターミナル駅を過ぎる。貨物ターミナルでは、本線の下り線のみ、貨物ターミナルをオーバークロスして越えた後、貨物専用線の秩父鉄道三ヶ尻線と並行し、ほどなく三ヶ尻線が分かれていき、分岐した側に回送線が延びて籠原駅に着く。一部の列車は、この駅で高崎寄り5両を増解結する。籠原駅を出ると、高崎車両センター籠原派出所・籠原運輸区が広がり、多くの車両が待機している。しばらく、住宅街と工業地の合間を抜けて唐沢川を渡り深谷駅に着く。深谷市は東京駅に使われたレンガを製造した地で、それにちなみ、現在の深谷駅舎は東京駅をモチーフにしたデザインとなっている。また、深谷ねぎで全国的に有名な地でもあり、深谷・大里地区はねぎ生産高全国第2位の埼玉県きってのねぎ生産地である。
深谷市街地を抜けて、再び畑地の中を進んでしばらく行くと岡部駅に着く。田園地帯の中に埼玉工業大学のキャンパスが建つのを見ることができる。田畑の中を西北西に進み、藤治川、志戸川を渡ると、新岡部変電所を右に過ぎる。さらに進むと小山川、女堀川を次々と渡って宅地に入ると間もなく本庄駅に着く。そして、住宅地に次いで工場地を抜けると神保原駅を過ぎ、田圃の中を走ってイオンタウン上里の横を過ぎると、利根川水系である神流川を渡り群馬県に入る。最初に見えてくるガトーフェスタ・ハラダの工場を右に過ぎ、住宅地に入ると間もなく新町駅に着く。工場地を過ぎて温井川を渡り、宅地と畑地を見ながら進むと南側から八高線が接近し合流する。合流地点には八高線側に北藤岡駅があるが、高崎線にホームはない。その後、すぐに右にカーブを切り烏川を渡ると、旧中山道と最後の交差（立体）をして別れると、今度は左にカーブを切り、高崎東部工業団地を抜けてしばらくすると倉賀野駅に着く。倉賀野駅を出て踏切を渡ると、程なく高崎操車場が見えてくる。その高崎操車場を過ぎ、倉賀野バイパス（国道17号）をくぐり、高崎機関区を過ぎて右に大きくカーブすると程なく高崎駅に着く。

## 運行形態

運転系統図

高崎線における運行形態の詳細を以下に記す（2021年3月13日ダイヤ改正時点）。
八高線に乗り入れる列車と朝5時台・夜23時台の籠原駅 - 高崎駅間の1往復を除くすべての定期列車が、大宮駅から東北本線上り方面に乗り入れる。
普通列車・快速列車は、かつてはほとんどが上野駅を発着していたが、国鉄時代末期に貨物線を利用した赤羽駅発着列車が設定され、JR発足後はそれが池袋駅・新宿駅へ延伸されたのち、2001年12月1日には東海道本線の平塚駅・小田原駅と直通する湘南新宿ラインに発展した。2015年3月14日には上野東京ラインが開業し、上野駅から東京駅経由で東海道線との相互直通運転が実現した。現在では、上野駅発着・東京駅発着・品川駅終着を除く籠原駅以南の全列車が、東京駅経由または新宿駅経由で大船駅以西の東海道線に直通している。
また、朝夕は特急列車「あかぎ」が運行されるほか、上野駅 - 群馬県草津方面を結ぶ特急列車「草津・四万」が当線経由で運転されている。
日中時間帯は上り・下りそれぞれ1時間あたり上野東京ラインが3本、湘南新宿ラインが2本（1本は特別快速）設定されている。また、一部列車が高崎駅から先の上越線新前橋駅や両毛線前橋駅と直通する。
東北本線（宇都宮線）に乗り入れる東京駅 - 上野駅 - 赤羽駅間については宇都宮線と合わせて1時間に6本、赤羽駅 - 大宮駅間については同じく1時間に10本運転されている（常磐線直通列車・特急列車を除く）。宇都宮線#運行形態も参照。
快速列車はいずれも熊谷駅以南でのみ通過運転を行い、熊谷駅 - 高崎駅間は各駅に停車する。なお、下り各快速列車は、通過運転を終了する熊谷駅より「普通」列車に種別変更する。
普通列車・快速列車はグリーン車を組み込んだ10両編成または15両編成の近郊形電車で運行されており、E231系・E233系（4ドア車）で運転されている。15両編成での運用は原則として大宮駅 - 籠原駅間のみとなっており、籠原駅 - 高崎駅間では10両編成での運用となる。このため、高崎方面発着の一部の列車は、籠原駅で付属編成5両の連結・切り離しを行う。なお、早朝の深谷駅始発の列車は、15両編成となっている。
特急列車や快速列車の待ち合わせ（通過待ち）などで普通列車が長時間停車する場合については車内温度保持のために、ドア横のボタンを使用する半自動ドア扱いを行う場合もある。2005年までは主に冬期（11月15日 - 翌年3月31日）のみの実施であったが、2006年度からは夏期（7月8日 - 9月30日）にも実施されるようになり、2007年7月1日からは通年化された。籠原駅 - 高崎駅間については2011年6月から全列車・全駅で半自動ドア扱いに統一している。また、上野始発の列車は15:59発まで上野駅では半自動扱いとなる。ただし、2020年からは新型コロナウイルス感染拡大防止の観点により、半自動ドア扱いは取り止めになっていたが、2022年12月1日より扱いを再開した。
首都圏の主な路線では大晦日から元日にかけて終夜運転が実施されているが、かつて高崎線でも実施されていた。2006 - 2007年以降、『終夜臨時列車』が消滅し、終電後の臨時列車（終電後に上下2本増発した後、元日の始発まで空きがあった）となっていたが、2010 - 2011年からは前年までと運転本数は変わらない（上下各2本）ものの、運転時間がシフトし、下り終着時刻が早朝4時台となったため、扱い上は再び「終夜臨時列車」となっている。ただし、本数が少ないことには変わりないため、「運転間隔」は他路線では「約○○分間隔」「約○○〜○○分間隔」になっている中で、高崎線のみが「上野〜籠原間で、下り2本・上り2本運転」と具体的本数が明記されるようになった。2020 - 2021年は例年通りの予定だったが、新型コロナウイルス感染症拡大防止のため、国から要請があり運転が中止された。2021 - 2022年は下り列車2本のみの運行となった。なお、終夜臨時列車でも終電後の臨時列車でも、運行区間は上野駅 - 籠原駅間となっており、籠原駅 - 高崎駅間では運行されていない（ただし、2021 - 2022年は運行時間帯が2019 - 2020年までよりも遅く設定されており、2本目の列車が通常ダイヤの籠原駅始発高崎駅行き列車に待ち時間無く乗り継げるダイヤになっていた）。2022 - 2023年から高崎線では廃止された（宇都宮線や埼京線でも同時に廃止）。
各快速列車などの現行の停車駅は「#駅一覧」節を参照。

### 日中1時間あたりの運行本数
日中1時間あたりの運行本数を示す。直通運転区間の発着の（ ）内の南北表記は、主にその方向での運行しかない発着地を示す。上野東京ライン・高崎発着は毎時2本、籠原発着は1本、湘南新宿ラインの特別快速・高崎発着と、快速・籠原発着は、それぞれ毎時1本運行される。
| 系統           | 種別     | 高崎 | 倉  | 賀  | 野      | …       | 籠      | 原      | …       | 大      | 宮          | …           | 赤          | 羽          | …           | 上野        | 東京        | 直通運転区間                                        |
| -------------- | -------- | ---- | --- | --- | ------- | ------- | ------- | ------- | ------- | ------- | ----------- | ----------- | ----------- | ----------- | ----------- | ----------- | ----------- | --------------------------------------------------- |
| 上野東京ライン | 普通     | 2本  | 2本 | 2本 | 2本     | 2本     | 2本     | 2本     | 2本     | 2本     | 2本         | 2本         | 2本         | 2本         | 2本         | 2本         | 2本         | 東海道線 平塚（北）・小田原・熱海（南）             |
| 上野東京ライン | 普通     |      |     |     |         |         |         | 1本     | 1本     | 1本     | 1本         | 1本         | 1本         | 1本         | 1本         | 1本         | 1本         | 東海道線 平塚・小田原（北）・熱海 伊東線 伊東（南） |
| 湘南新宿ライン | 快速     |      |     |     |         |         |         | 1本     | 1本     | 1本     | [ 注釈 20 ] | [ 注釈 20 ] | [ 注釈 20 ] | →山手貨物線 | →山手貨物線 | →山手貨物線 | →山手貨物線 | 東海道線 平塚・国府津（南）                         |
| 湘南新宿ライン | 特別快速 | 1本  | 1本 | 1本 | 1本     | 1本     | 1本     | 1本     | 1本     | 1本     | [ 注釈 20 ] | [ 注釈 20 ] | [ 注釈 20 ] | →山手貨物線 | →山手貨物線 | →山手貨物線 | →山手貨物線 | 東海道線 平塚（北）・小田原                         |
| 八高線         | 普通     | 1本  | 1本 | 1本 | →八高線 | →八高線 | →八高線 | →八高線 | →八高線 | →八高線 | →八高線     | →八高線     | →八高線     | →八高線     | →八高線     | →八高線     | →八高線     | 八高線 高麗川                                       |

### 特急列車
上野駅発着（新宿駅着も1本あり）の近距離特急「あかぎ」並びに上野駅から当路線を経由して、上越線・吾妻線沿線を結ぶ特急「草津・四万」が運行されている。2023年3月18日のダイヤ改正で平日に運転されていた特急「スワローあかぎ」が「あかぎ」に愛称を統一、「草津」が「草津・四万」に改称された。
「あかぎ」は通勤利用を、「草津・四万」は草津温泉などを目的地とする観光利用を想定した列車である。この特徴の違いから、運行時間帯と進行方向が重複しないため、車両（E257系）は共通運用であり、朝ラッシュ時（ピーク前後の時間帯）に「あかぎ」の上り列車、データイムの午前中に「草津・四万」の下り列車、午後に「草津・四万」の上り列車、夜に「あかぎ」の下り列車が設定されている。
同じ愛称の列車でも、便毎に停車駅が複数パターンあったが、順次統一が図られ、2018年3月17日のダイヤ改正にて「スワローあかぎ」の停車駅を統一することで、当時の「草津」「あかぎ」「スワローあかぎ」の列車愛称毎の停車駅パターンの整理が完了した。「草津・四万」は高崎線内では新幹線停車駅である大宮・熊谷・高崎のみ（本庄早稲田を除く）停車で最も停車駅が少ない。「あかぎ」が最も停車駅が多く、大宮-熊谷間では特別快速と同一で、快速「アーバン」よりも停車駅が多くなっている。
詳細は、各列車の記事を参照。過去に高崎線で運転されていた列車については「#優等列車の沿革」節を参照。

### 上野東京ライン及び上野駅発着普通・快速列車

#### 快速「アーバン」

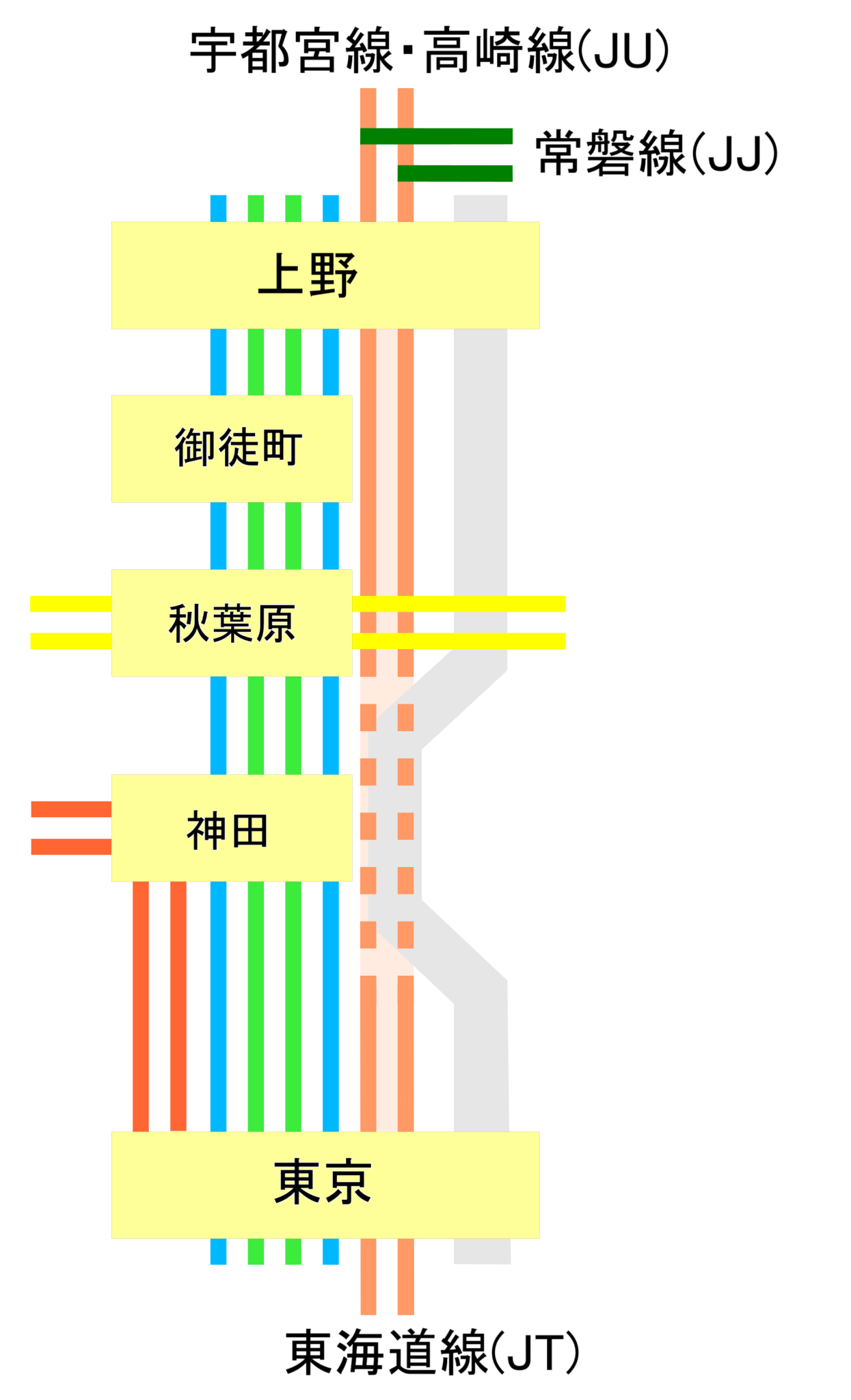
上野東京ラインの路線図

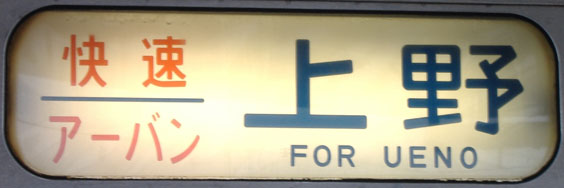
「快速アーバン 上野行」の側面方向幕（211系）

ここでは、「アーバン」の愛称が付かない快速列車についても解説する。
1989年3月11日の運行開始当初は日中のみ1時間に1本（下り6本、上り7本）で全列車が上野駅発着で熊谷駅 - 前橋駅間でも快速運転（途中停車駅は深谷駅・本庄駅・新町駅・高崎駅・新前橋駅）を行っていた。その後、1992年3月14日の改正で終日にわたって運転されるようになり、池袋駅発着も最大で1日2往復設定された（東北貨物線を経由するため当時貨物線ホームのない浦和駅は通過）。当時、池袋駅発着の日中の1往復は通過駅の籠原駅発着で運転されていたほか、上下数本は北本駅にも停車していた。また、土曜・休日ダイヤの導入に伴い、平日は通勤快速として運転される夜間の列車が土曜・休日ダイヤでは快速「アーバン」として運転されるようになり、そのうちの夜遅い時間帯の列車は通勤快速と同様に熊谷駅 - 前橋駅間は各駅停車で運転された。
1997年10月1日改正で全列車が熊谷駅 - 前橋駅間で各駅停車に統一された。かつて上野駅発着の一部列車と池袋駅発着（土曜・休日の1本除く）が北本駅にも停車していたが、2004年10月16日改正で日中の「アーバン」はすべて湘南新宿ラインの特別快速に置き換えられる形で廃止され、2009年3月14日のダイヤ改正で平日夕方の「アーバン」の運転がなくなった。
2021年3月13日のダイヤ改正では平日夕方の通勤快速が快速「アーバン」に置き換えられ、平日・土休日共に朝の下り（東海道線からの直通）と夜間の上下線の運転（上野発着）となった。2024年3月のダイヤ改正では上りの快速「アーバン」が普通列車に格下げされる形で全廃され、以降は毎日朝に東海道線小田原・国府津発の「アーバン」が2本（東海道線内では普通）、夕方以降に上野駅発の電車が2本運行されている。
1997年9月30日までは、朝ラッシュ時の上りに高崎駅 - 深谷駅間で新町駅・本庄駅のみに停車し、深谷駅から各駅に停車する池袋行きの列車が設定されていた。この列車は、設定当初は「通過駅のある普通列車」という扱いであったが、1994年12月3日のダイヤ改正以降1997年10月1日のダイヤ改正での設定消滅までは快速列車として取り扱われた。
なお、上野東京ラインからの快速アーバン下り列車は、東海道線内は「普通」として運行し（車両外側の行先表示に「高崎線内アーバン」の表示あり）、東京駅にて「快速アーバン」に種別変更する。前述の通り、下りアーバンにおいて、各駅への停車となる熊谷駅以北は「普通」列車に種別変更し、車両外側の行先表示は完全に「普通」に切り替えられて案内されるものの、駅構内では愛称が残ったままとなり、「普通 アーバン」と案内される（かつてはJR東日本アプリの列車走行位置上でも熊谷以北で「普通 アーバン」と表示されていたが、後に高崎まで「快速 アーバン」と表示されるようになった）。なお、ダイヤ乱れ等により快速運転を中止する場合は東京駅 - 大宮駅 - 熊谷駅間でも「普通 アーバン」で案内される。
新宿駅改良工事などの大規模工事で湘南新宿ラインの運行ができない場合、湘南新宿ラインの特別快速を上野駅あるいは大宮駅発着の快速として運転されるが、この列車は北本駅にも停車するため、「アーバン」の愛称はつかない。
停車駅の変遷
- 1989年（平成元年）3月11日
  - （上野駅 - 赤羽駅 - 浦和駅 - ）大宮駅 - 上尾駅 - 桶川駅 - 鴻巣駅 - 熊谷駅 - 深谷駅 - 本庄駅 - 新町駅 - 高崎駅 - 新前橋駅 - 前橋駅
- 1992年（平成4年）3月14日
  - 北本駅が一部列車の停車駅となる。
- 1994年（平成6年）12月3日頃
  - 土休日に通勤快速の代替として運転する一部を除く快速に限り、熊谷駅（一部は高崎駅） - 前橋駅間で各駅停車となる。
- 1997年（平成9年）10月1日
  - 全列車が熊谷駅 - 前橋駅間で各駅停車となる。
- 2004年（平成16年）10月16日
  - 湘南新宿ライン特別快速の運転開始に伴い日中の快速「アーバン」が全て廃止となり、池袋駅発着が全廃される。これに伴い北本駅への停車が特別快速のみとなり、快速「アーバン」の停車駅から外れる。また、上越線の高崎問屋町駅が開業し停車駅となる。
- 2015年（平成27年）3月14日
  - 上野東京ライン開業により、東海道線からの直通列車が設定される。
- 2021年（令和3年）3月13日[注釈 22]
  - 平日夜間の通勤快速を置き換える。
- 2024年（令和6年）3月16日
  - 上り全列車（2024年3月15日時点で夜間のみ）を普通列車へ格下げする形で全廃。
  - 下り夜間の上野始発21時台（最終）を廃止、同20時台を普通列車に格下げ（朝上野東京ラインからの2本、夜上野始発2本の計4本となる）。

#### 普通
東京駅 - 大宮駅間の東北本線列車線（宇都宮線）上にホームのある駅すべてと、高崎線内の各駅に停車する。2015年3月14日の上野東京ライン開業に伴い、多くの列車が上野駅から先、東京駅に乗り入れて東海道線に直通し、小田原駅・熱海駅発着で運行されている（一部は平塚駅や国府津駅止まり）。
日中時間帯は1時間に3本（籠原駅 - 高崎駅間は2本）設定されており、東海道線直通で運行されている。なお、2023年10月末まで日中（早朝）の一部列車は、後寄り1両（1号車）の一部を区切り、新聞輸送に用いられていた。
上りの上野止まりの列車は日中、下りの上野始発は全日の日中、土休日の夕方・夜間に設定がない時間帯がある。朝には品川行き・大船行き、藤沢始発、朝夕には国府津駅発着の区間列車のほか、東海道線JR東海管内沼津行き、伊東線伊東駅発着もある。朝に東京駅始発、深夜に東京駅発着もある。一方高崎側では、一部、高崎駅より先に直通し上越線新前橋駅発着・両毛線前橋駅発着で運行される。また、深谷始発列車が平日朝に上野行きで上り1本、土休日朝に熱海行きで上り1本運転されている。
過去には、深谷止まりが運転されていた。2019年3月のダイヤ改正までは、夜に下り深谷行き（平日は東海道線熱海発・土休日は平塚発で下り1本）が運転されていた。また、籠原発5時半の高崎行きと高崎発23時過ぎの籠原行きの列車がそれぞれ1本設定されている。上野発23時45分過ぎの下り終電は高崎行きで、到着時刻は1時半過ぎ（1時37分）であった。
また、2005年12月10日改正までは大宮駅 - 籠原駅間のみを運転する列車が、2007年3月18日改正までは本庄行きの列車が設定されていたが、いずれも上野駅や高崎駅まで運転区間が延長され消滅した。また、2000年頃までは両毛線の伊勢崎行き、上越線の渋川行きが、2001年頃までは上越線井野駅を通過する普通列車（下り新前橋行き最終）が、2004年10月16日改正までは信越本線の横川駅発着と両毛線の桐生・伊勢崎発の列車も設定されていた。また2015年3月14日改正まで平日朝に1本、鴻巣始発が設定されていた。
毎年恒例の臨時増発列車として、熊谷花火大会の帰宅客輸送のため、普段は設定されない熊谷始発大宮行きが数本運転される。また、こうのす花火大会の帰宅客輸送でも同様に鴻巣始発大宮行き・上野行きが数本設定される。
事故・トラブルや天候などでダイヤが大幅に乱れた場合、鴻巣駅・吹上駅・熊谷駅から大宮駅方面および大宮駅から高崎駅方面で折り返し運転が行われることがある（車両側では定期列車の行先以外に大宮・鴻巣・熊谷・深谷・岡部・本庄が行先として表示可能）。また、東海道線直通を打ち切る場合には、上り最初の1・2本程度が東京行きに、以降は上野行きに変更される。

### 湘南新宿ライン
湘南新宿ラインは東北貨物線・山手貨物線新宿駅経由で東海道線に直通する列車である。快速と特別快速の2つの種別がある。211系の高崎線からの運用終了に先駆けて、2004年10月16日のダイヤ改正よりE231系のみとなり、2015年3月14日のダイヤ改正からはE231系に加えてE233系でも運行されている。
さいたま新都心駅は貨物線上に旅客ホームがないため全列車大宮操車場構内を通過となる。長年通過していた浦和駅は2013年3月16日から東北貨物線ホーム完成に伴い停車を開始した。
また、横須賀線が停車する西大井駅・新川崎駅・保土ケ谷駅・東戸塚駅などを経由するが、定期列車としてこの4駅に停車する列車は設定されていない。
2004年10月16日改正まではこの前身である東北貨物線経由の池袋駅・新宿駅発着の普通列車（浦和駅・さいたま新都心駅通過）が設定されていた。

#### 特別快速
2004年10月16日に運行を開始した。日中に1時間に1本運転されている。高崎線内では日中の「アーバン」を湘南新宿ラインへ置き換えた形で運行されており、「アーバン」の停車駅に加えて北本駅にも停車する。山手線内では恵比寿駅を通過、直通先の東海道線内では快速「アクティー」と同じ駅に停車する。日中の湘南新宿ライン快速は籠原駅発着での運転のため、この時間帯の高崎駅発着の湘南新宿ライン系統はこの種別のみとなる。
2001年の湘南新宿ライン開業当初から横須賀線電車と線路を共用する区間では大崎駅 - 戸塚駅間のみ快速運転をし、高崎線内と東海道線戸塚駅 - 平塚駅・国府津駅間は各駅に停車（一部高崎線内快速運転）する快速列車（後述）が運転されており、その上位列車として「特別快速」という種別が設定された。特別快速と入れ替えで、同じく湘南新宿ライン開業当初から運転されていた高崎線内と大崎駅 - 戸塚駅間を快速運転して東海道線のみ各駅に停車する列車が廃止された。
北行の1本目が平塚発である以外は小田原駅 - 新宿駅 - 高崎駅間で運行されているが、以前は祝日や長期休暇を中心に土休日ダイヤで2往復が熱海駅まで延長運転を行う日があった。また、2008年12月 - 2009年1月の土休日・年末年始には臨時列車として国府津行きの特別快速が設定された。
土休日の2本を除き南行（上り）は桶川駅で先行の上野東京ライン方面の普通に接続、北行（下り）は、上尾駅・鴻巣駅・桶川駅で先行の上野東京ラインからの普通に接続する。
2015年時点では籠原以南では全列車15両で運転される。

#### 快速
2001年12月1日の湘南新宿ライン開業に合わせて運行を開始した。終日運転されている。実際に通過運転を行うのは横須賀線と線路を共用する大崎駅 - 戸塚駅間のみで、高崎線内と戸塚駅 - 平塚駅・国府津駅・小田原駅間の東海道線内は普通として運転されており、当路線区間（北行は大崎駅から）では「普通」と案内される。この種別は日中は籠原駅 - 平塚駅・国府津駅間の運行で1時間に1本が運転される。また日中の籠原行は終点の籠原駅で先行して走っていた上野東京ライン経由高崎行き普通列車と接続を取ることが多い（この列車は東海道線内でも湘南新宿ラインの列車の1本前を先行する）。特別快速の設定がない朝や夕方以降は高崎駅 - 平塚駅・国府津駅・小田原駅間の列車が運転されており、1時間に2 - 3本が運転される。また、朝の南行には両毛線前橋発が設定されているほか、平日朝には深谷発の南行も1本設定されている。2004年10月15日までは高崎線内でも快速運転する快速（高崎線内の停車駅は現在の特別快速と同じ。東海道線内は各駅停車）も存在した。
全列車籠原駅以南では15両で運転される。
事故・トラブルや、大雨・落雷などでダイヤが大幅に乱れた場合、通常は設定されていない、鴻巣駅・吹上駅・熊谷駅折り返し、宮原駅・大宮駅行きの列車が運転されることがある。

### 臨時旅客列車
高崎線で、毎年一定時期に定期的に運転される臨時列車として、以下のものが挙げられる。
- 水上（定期から臨時に格下げされた特急列車。定期列車時代は草津との2階建列車で新前橋駅にて分割併合していたが現在は単独）
- 谷川岳山開き（谷川岳の山開きに合わせて運転）
- シーハイル上越（スキーヤー・スノーボーダー向け）
- 谷川岳もぐら・谷川岳ループ・一村一山（谷川岳の登山客向け）
- ほくほく十日町雪祭り号（毎年2月に新潟県十日町市で行われる「十日町雪まつり」向けの特急）
- 碓氷（毎年4月にアプトの道で行われる駅からハイキング向けの快速）

### 過去の旅客列車

#### ホームライナー鴻巣

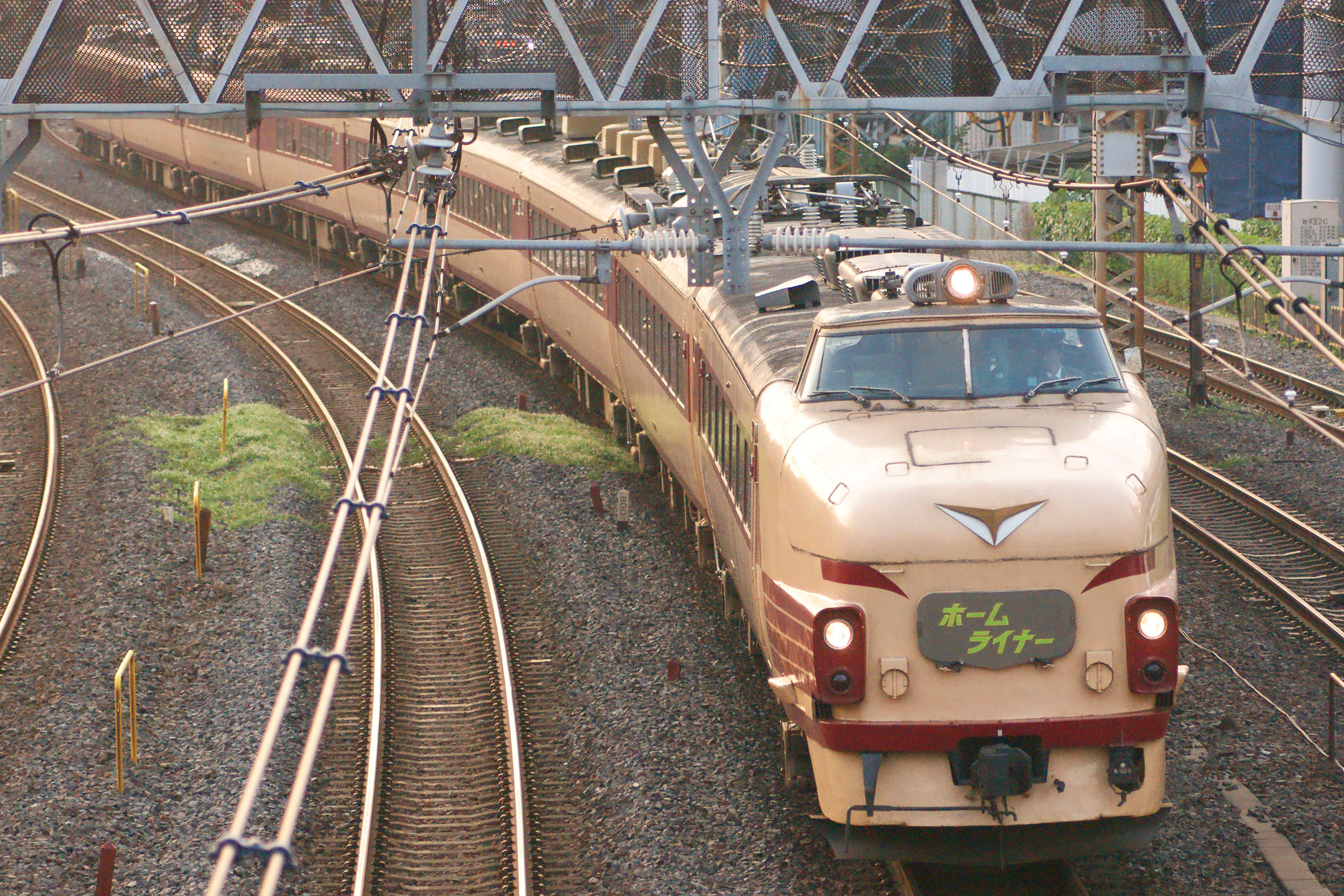
2010年3月まで489系を使用していた「ホームライナー鴻巣」3号の送り込み回送

1984年運行開始の大宮行きの「ホームライナー大宮」を延長する形で1988年7月6日に運行を開始した。運行区間は上野駅 - 鴻巣駅間で、平日夜間に下り鴻巣行きのみ4本運転した。座席定員制であり、乗車にはライナー券が必要で、始発駅である上野駅以外での乗車は不可とされた。グリーン車も連結されていたが、当列車では普通車扱いとなっており、ライナー券のみで着席可能とされていた。
大宮総合車両センター配置（元田町車両センター配置も含む）の185系（7両編成）で運転されたほか、3号は2010年3月12日まではJR西日本金沢総合車両所所属の489系（9両編成）で、2010年3月15日から2012年3月16日にかけては新潟車両センターの485系（6両編成）で運行されていた。速達性よりも着席サービスの提供のための列車であり、全列車とも先行の普通列車を追い抜かない。
2014年3月15日のダイヤ改正で特急「スワローあかぎ」の新設に伴い廃止された。

#### 通勤快速（旧称：「タウン」）
平日夕方以降に1時間に1本運転されていた快速列車である。土曜・休日は代替として快速「アーバン」が運転される。JR発足後初のダイヤ改正となった1988年3月13日の運転開始時から1990年3月10日までの間は快速「タウン」の名称で運行されていた。快速「アーバン」と異なり、運行開始当初より熊谷駅 - 高崎駅間は各駅停車であった。上野東京ライン開業後も、通勤快速は上野駅発着で運転されていた。
籠原駅で増解結を行わずに上野駅 - 籠原駅間でも基本編成のみの10両編成で運転し、上野駅 - 浦和駅間で尾久駅を含めた各駅に停車する一方で、利用客の多い上尾駅・桶川駅は通過している。これは、上野駅から高崎方面への所要時間を短縮し、乗客の遠近分離を目的としているためである。ただし、2004年10月16日改正より下りの最後の2本（上野発21・22時台）は上野駅 - 籠原駅間で15両編成に増強し、同時に上尾駅と桶川駅にも停車するようになった。また、上りの最後の1本も籠原駅から先では15両編成で運転されている。上りは高崎19時台発が最終だが、2018年3月17日の改正までは20時台にも1本あり、こちらは普通列車に格下げとなった。
下りの上野発21時台までは鴻巣駅で先行の普通列車に接続しており、上野発18時台・19時台はこれに加えて上尾駅で先行の普通列車を追い抜く。また、上野発22時台は桶川駅で先行の普通列車に接続し、熊谷駅で籠原行きの普通列車から接続を行う。上りは熊谷駅で先行の普通列車に接続する列車があるほか、桶川駅で追い抜く列車もある。このほか、浦和駅・赤羽駅・尾久駅で宇都宮線の上野東京ライン東海道線直通列車に連絡する列車、終点上野駅で始発の上野東京ライン東海道線直通列車に連絡する列車もある。
ダイヤが大幅に乱れている場合、発車前または途中で普通列車に変更されることがあるが、駅での表示は変更されず、本来停車しない宮原駅などにおいても「通勤快速」と表示される。
2021年3月13日のダイヤ改正で快速「アーバン」へ統合される形で廃止された。
- 停車駅（下記2本以外）：上野駅 - 尾久駅 - 赤羽駅 - 浦和駅 - 大宮駅 - 鴻巣駅 - 熊谷駅（以北各駅）
- 停車駅（上野発21・22時台の下り2本）：上野駅 - 尾久駅 - 赤羽駅 - 浦和駅 - 大宮駅 - 上尾駅 - 桶川駅 - 鴻巣駅 - 熊谷駅（以北各駅）

#### 臨時列車
- マリンブルーくじらなみ号（海水浴客向け列車。2011年以降設定なし）
- ムーンライトえちご（新宿 - 新潟方面間の夜行列車。2009年3月改正で定期列車から臨時列車に変更され、2014年6月以降設定なし）

### 貨物列車
当線には首都圏と倉賀野駅および日本海側の諸都市を結ぶ貨物列車も毎日数往復ずつ設定されている。線内の取り扱い駅は熊谷貨物ターミナル駅と倉賀野駅である。コンテナ列車や石油精製品のタンク列車が大半だが、秩父鉄道三ヶ尻線への石炭輸送は2020年を以て廃止となった。鉄道会社への車両輸送でも活用されている。

## 使用車両

### 優等列車用
- 電車
  - E257系2500番台・5500番台（大宮総合車両センター東大宮センター所属） - 「草津・四万」・「あかぎ」で使用。

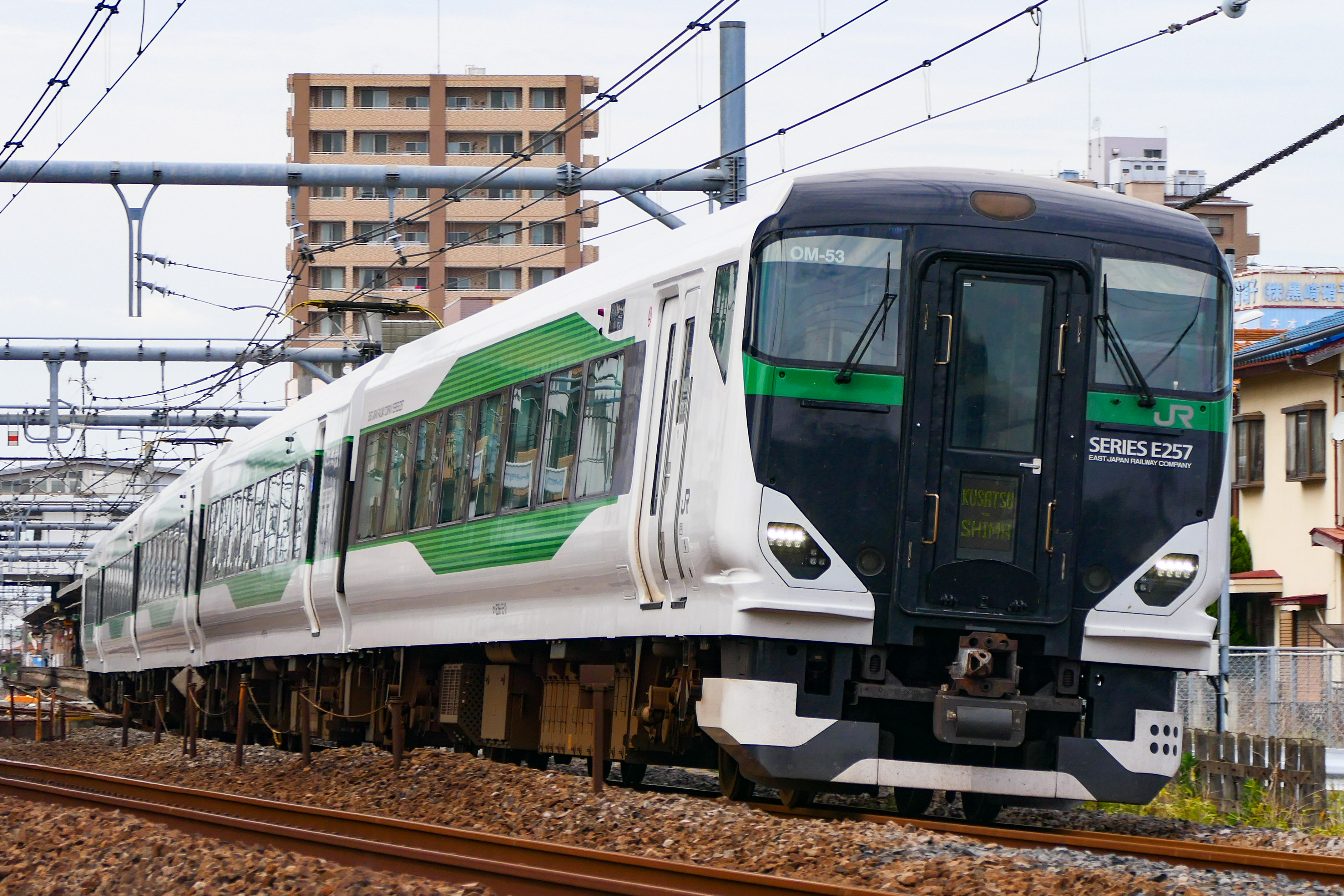
E257系5500番台
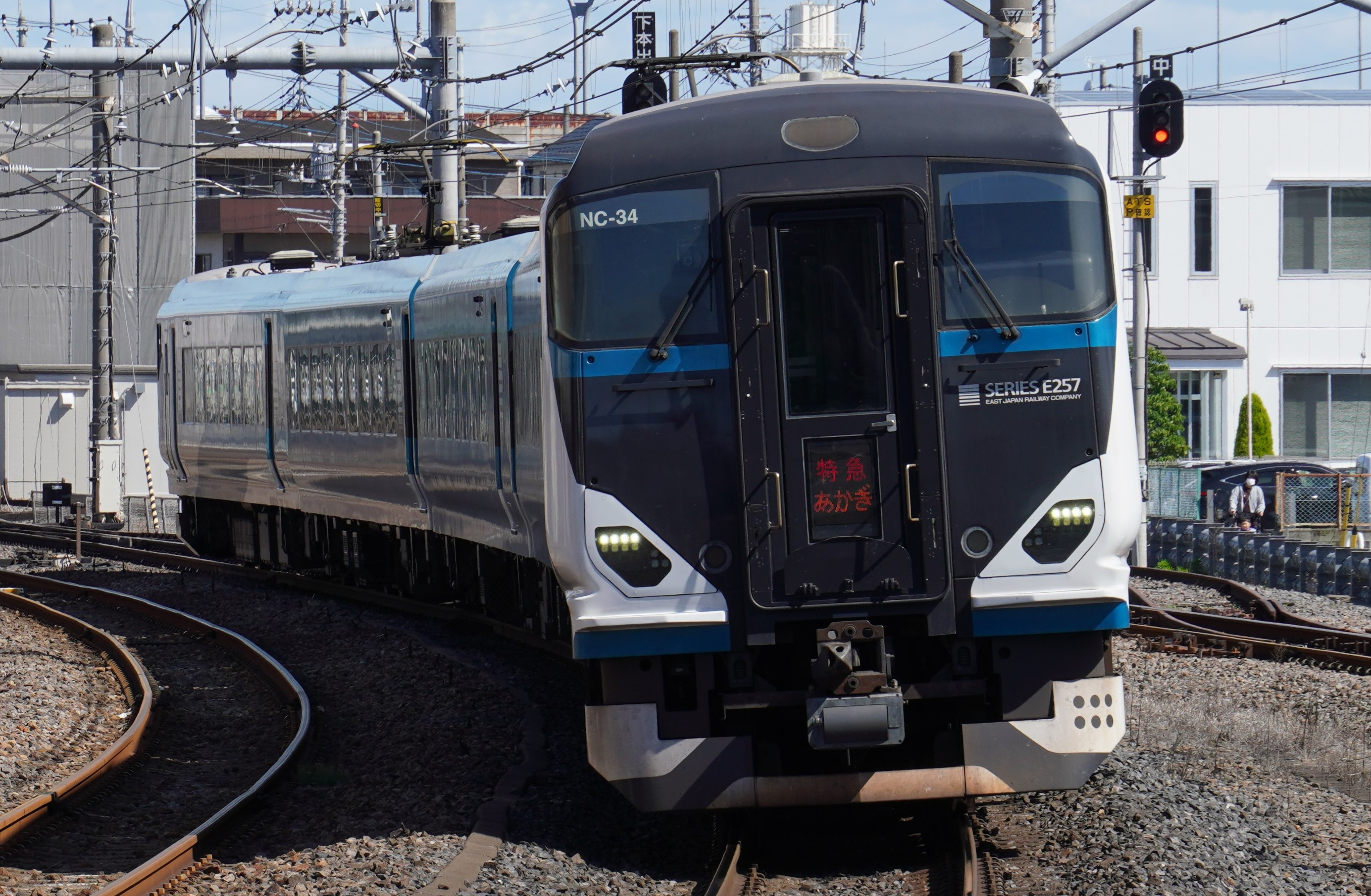
E257系2500番台

### 普通・快速列車用
普通・快速列車用車両は宇都宮線や東海道線と共通で、通称「湘南色」とも呼ばれるオレンジ色と緑色（■■）の帯を巻いた電車が運用されている。
2004年10月16日のダイヤ改正で湘南新宿ラインの全列車に、2006年7月8日のダイヤ改正で上野発着の全列車にそれぞれグリーン車が連結されるようになり、それに伴って東海道線と同様の基本編成10両・付属編成5両を組み合わせた15両編成で運転されるようになった。
E231系及びE233系3000番台は、バリアフリー対応の洋式トイレが設置されている。また、それぞれ小山車両センター・国府津車両センターの2つの車両センターに分散して所属しているが、2015年3月14日以降、高崎線（両毛線直通含む）と東海道線（伊東線直通含む）・宇都宮線（一部除く）及び上野東京ライン（常磐線系統除く）・湘南新宿ラインで車種を問わずに共通運用されており、同じ列車でも日によって車種が異なる場合がある。更に車種・所属車両センター違いの車両を組み合わせての15両編成運用もある。それぞれ担当している所属車両センターは決まっているが、ダイヤが乱れた場合は通常とは異なる車両センターの所属車が充当されることもある。
- E231系 （4ドア車）
  - 小山車両センター所属
    - 基本編成（10両）と付属編成（5両）があり、いずれもU編成。基本編成の4・5号車にはグリーン車が連結されている。基本編成単独の10両編成での運用のほか、籠原以南では基本編成の前橋方に付属編成を連結した15両編成でも運用される。
    - 2015年3月14日以降は高崎線では上野東京ライン（東海道線 - 東北本線・高崎線系統）、湘南新宿ライン（東海道線-高崎線系統）[注釈 33]および一部の上野発着の普通列車・快速列車に使用されている。
    - 高崎線ではそれまでの115系を置き換える目的で2001年9月1日から運用を開始した。2001年12月1日改正で高崎線の115系の運用をすべて置き換え、同時に運行を開始した湘南新宿ラインの運用にも使用された。その後、湘南新宿ライン（東海道線-高崎線系統）の運用については2004年10月16日改正で国府津車両センターのE231系へ置き換えられた[注釈 34]。
    - 当初は基本編成にはグリーン車は組み込まれていなかったが、2004年7月から基本編成に4・5号車にグリーン車2両を組み込む作業が順次行われ、グリーン車を組み込んだ編成は2004年7月8日から普通車扱いで高崎線での運用を開始した。その後、2004年10月16日改正で高崎線での小山車の運用はグリーン車非組み込みの基本編成の運用のみとなったが、グリーン車組み込み編成が増加に伴って2005年3月10日よりグリーン車組み込みの基本編成の乗り入れが再開され、同3月末までに高崎線に乗り入れてくる小山車基本編成はすべてグリーン車連結編成に統一された。また、2006年7月8日改正でグリーン車非連結の211系の運用を置き換える形で運用が増加し、付属編成の高崎線での運用も復活した。

  - 国府津車両センター所属
    - 基本編成（K編成・10両）と付属編成（S編成・5両）があり、基本編成の4・5号車にはグリーン車が連結されている。基本編成単独の10両編成での運用のほか、籠原以南では基本編成の前橋方に付属編成を連結した15両編成でも運用される。
    - 2015年3月14日以降、高崎線では上野東京ライン（東海道線 - 東北本線・高崎線系統）、湘南新宿ライン（東海道線-高崎線系統）および一部の上野発着の普通列車・快速列車に使用されている。
    - 高崎線では小山車へのグリーン車組み込みと並行して小山車両センターへ貸し出された一部編成が小山車と共通運用で2004年7月に運用を開始した[注釈 34]。
- E233系3000番台（4ドア車）
  - 小山車両センター所属
    - 基本編成（10両）と付属編成（5両）があり、いずれもU編成。基本編成の4・5号車にはグリーン車が連結されている。
    - 211系の置き換え用として2012年9月1日から運用を開始した。
    - 2015年3月14日のダイヤ改正より、基本16編成と付属15編成が高崎車両センターから小山車両センターに転属となった。

  - 国府津車両センター所属
    - 基本編成（10両）と付属編成（5両）があり、いずれもE編成。基本編成の4・5号車にはグリーン車が連結されている。
    - 2015年3月14日のダイヤ改正より、高崎線内での運用を開始した。
- キハ110系気動車 - ぐんま車両センター所属
  - 八高線直通列車として倉賀野 - 高崎間に乗り入れ、2両編成で運用される。

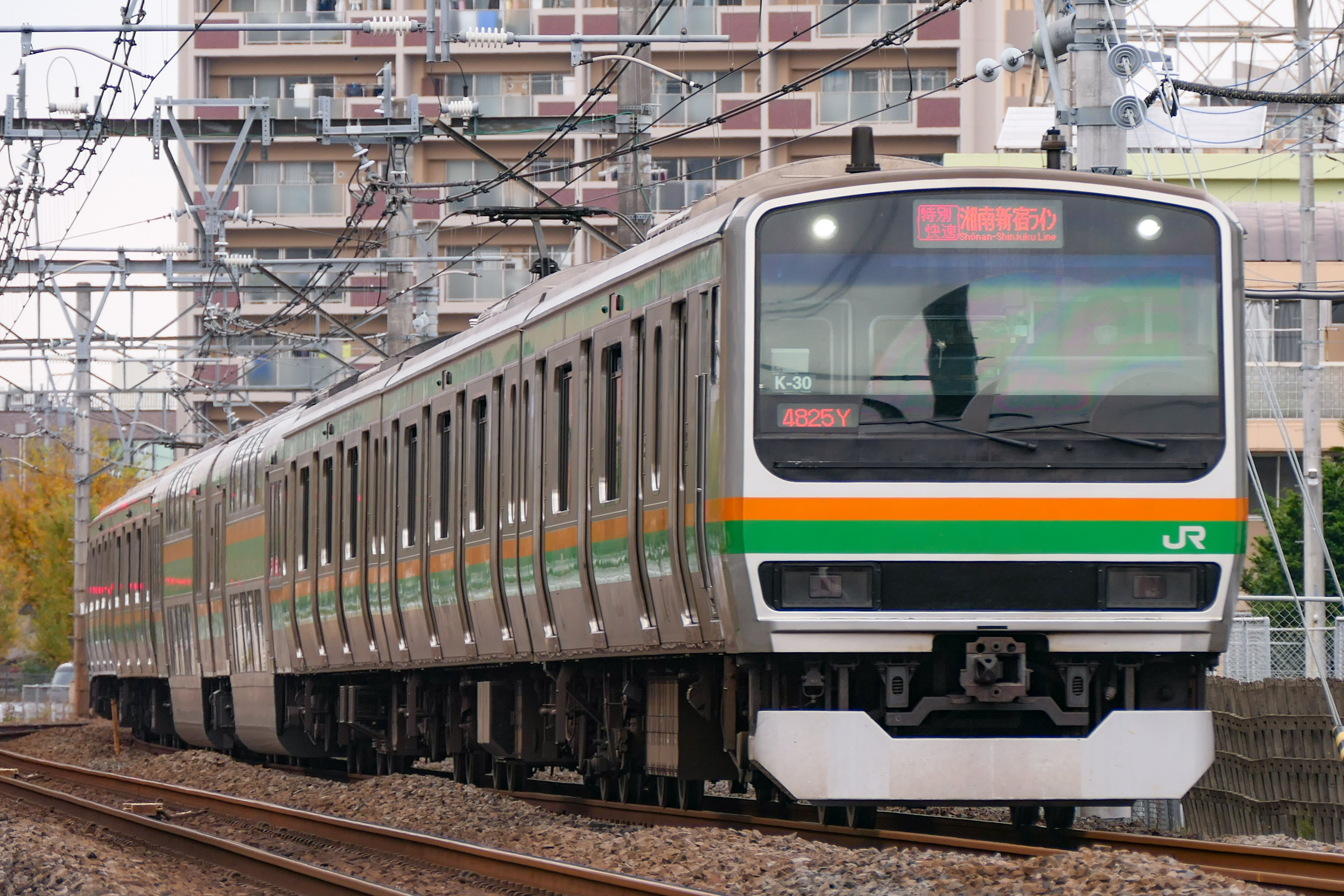
E231系
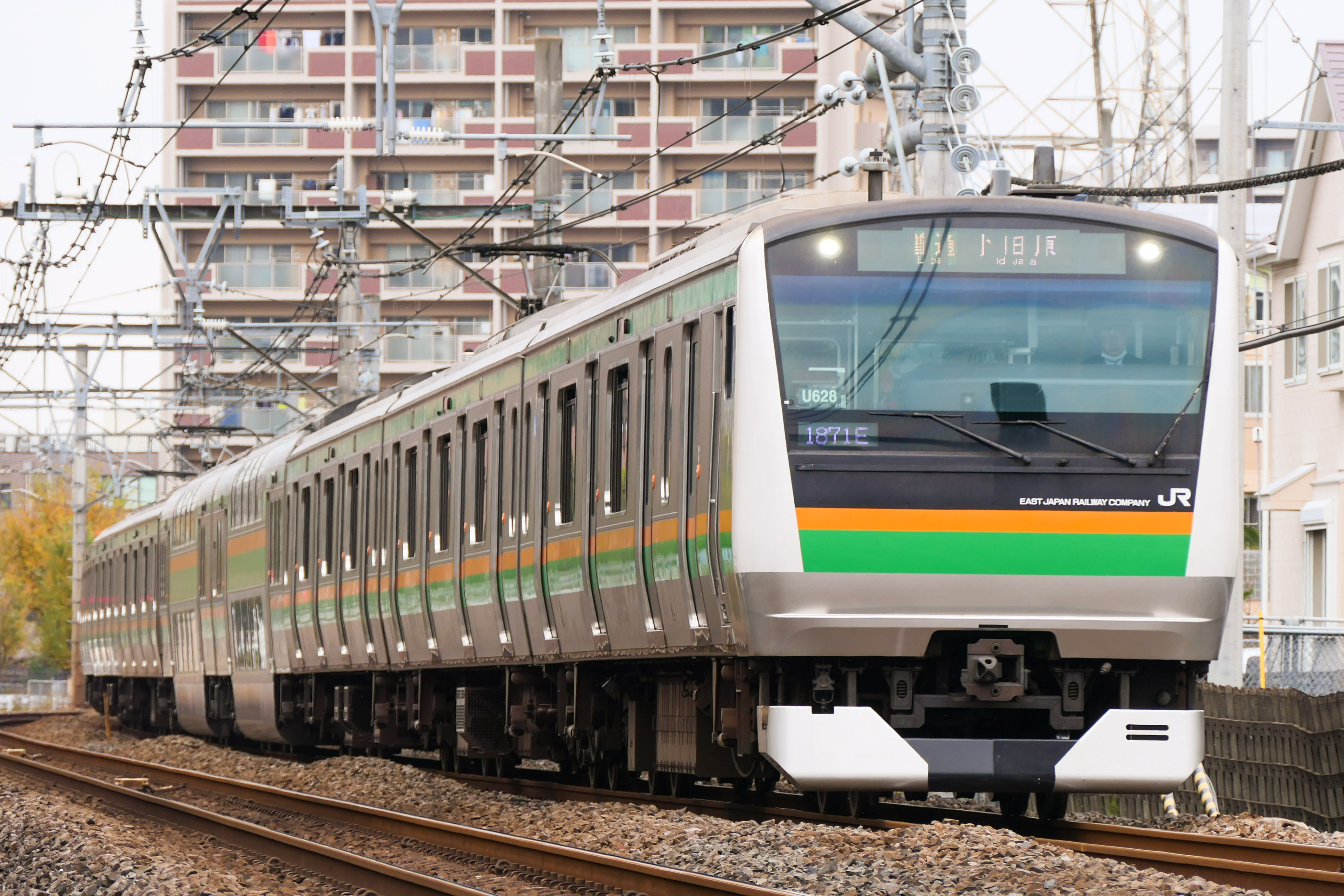
E233系3000番台
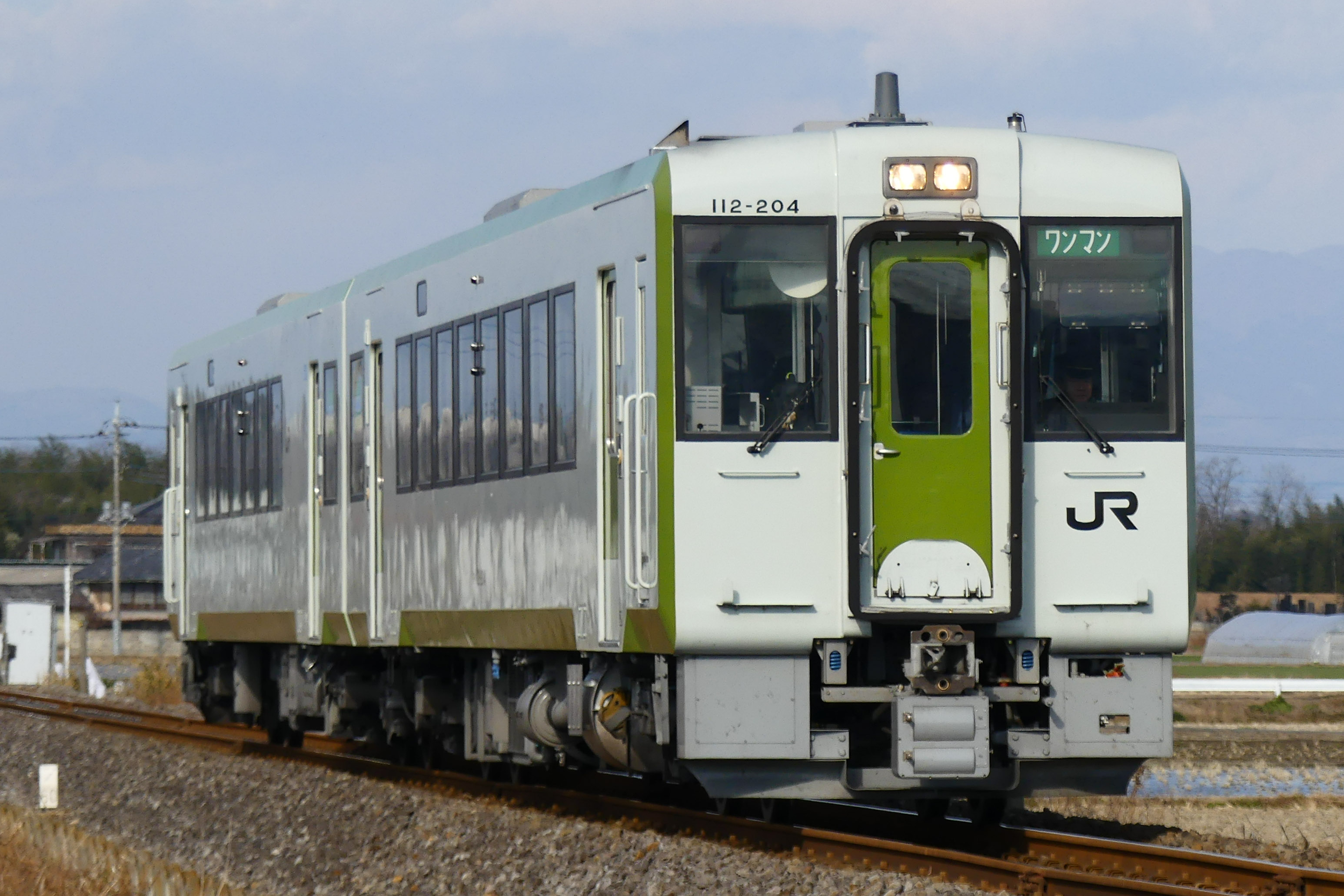
キハ110系200番台

### 過去の使用車両
- 電車
  - 211系（3ドア車）
    - 基本編成（C編成・10両）と付属編成（A編成またはB編成・5両）があり、基本編成の4・5号車にはグリーン車（基本C編成17本中12本が2階建て+平屋建て）が連結されていた。基本編成単独の10両編成での運用のほか、籠原以南では基本編成の前橋方に付属編成を連結した15両編成でも運用された。なお、基本編成と付属編成の間の貫通路は閉鎖されており、行き来することができなかった。
    - 高崎線では上野発着の普通列車・快速「アーバン」・通勤快速で運用されていた。なお、付属編成については原則として上野 - 籠原間のみの運用で、籠原 - 高崎間については回送列車のみで乗り入れた。かつては上野発着の高崎線における主力車両で、湘南新宿ライン（東海道線‐高崎線系統）でも2001年12月1日の運行開始から2004年10月16日改正まで使用されていた。
    - 2006年7月改正までは5両単位で編成が組まれていて、これを複数連結することで10両または15両編成として運用され、基本編成・付属編成の区別はなかった[注釈 35]。貫通路は増結後開放され、各編成間を行き来できるようになっていた[注釈 36]。2005年からはA編成を組み直し、4・5号車に東海道線の211系や113系から余剰となったグリーン車2両を連結し、10両の基本編成に固定する作業が順次行われた。しかし、東海道線の編成と違い、普通車のうちグリーン車と連結されている3・6号車は、かつて先頭車として使用されていた車両である。そのため、C編成は3両編成（1-3号車）と5両編成（6-10号車）の間にグリーン車を挟みこんだかのような外観となっていた。また、グリーン車を組み込む際には、グリーン車Suicaシステムに対応する改造が行われ、高崎線（及び宇都宮線）・湘南新宿ラインのグリーン車サービス開始と同時にグリーン車Suicaシステムの運用が始まった[42]。
    - E233系への置き換えに伴い、高崎線内における運用は2014年3月14日をもって終了した。

  - 115系
    - 普通列車で使用されていたが、1986年2月18日に211系が導入されると徐々に置き換えられていき、2001年9月1日にE231系が導入されると本数を大幅に減らし、同年11月30日を最後に運用を終了した[28]。8両編成、7両編成、4両編成を組み合わせて運行されていた。

  - 103系
    - 1967年、115系を東北・高崎線など波動用輸送に充てるため、土日に限り定期列車に充当されていた[43]。充当されていた103系は、浦和区所属でB形ATSに加えてS形ATSを備えた車両（BS併設車）で、東北本線上野 - 宇都宮間と高崎線・両毛線上野 - 前橋間で運転されていた。

  - 165系
    - 急行「佐渡」「越路」「越後」「弥彦」「よねやま」「ゆきぐに」「ゆざわ」[44]「奥利根」「ゆけむり」「伊香保」「草津」「あかぎ」[45]「信州」「妙高」[44]、快速「ムーンライトえちご」[44]、普通列車などで使用。

  - 169系
    - 急行「信州」「妙高」「志賀」[44]などで使用

  - 157系
    - 特急「白根」[45]で使用。

  - 181系
    - 特急「とき」「新雪」「あさま」[44]で使用。

  - 183系
    - 特急「とき」[44]、快速「ムーンライトえちご」[44]などで使用。

  - 189系
    - 特急「あさま」[44]、急行「妙高」[44]などで使用。

  - 185系
    - 特急「谷川」「新特急谷川」 「新特急水上」「水上」 「新特急草津」「草津」「新特急あかぎ」「あかぎ」[45]「スワローあかぎ」[46]、普通列車などで使用。

  - 80系
    - 準急「軽井沢」「ゆきぐに」[44]「奥利根」「ゆけむり」「みくに」「草津」「あかぎ」[45]、普通列車などで使用。

  - 32系
    - 前述の80系の編成に混用。

  - 485系
    - 特急「はくたか」「いなほ」「鳥海」[47]、快速「ムーンライトえちご」[44]などで使用。

  - 489系
    - 特急「白山」「あさま」「はくたか」[44]、急行「能登」[44]などで使用。

  - 651系
    - 特急「草津」「スワローあかぎ」「あかぎ」などで使用。
- 気動車
  - キハ81系
    - 特急「白鳥」[44]で使用。

  - キハ82系
    - 特急「いなほ」[47]「はくたか」[44]で使用。

  - キハ57系
    - 急行「志賀」「丸池」[44]などで使用。

  - キハ58系
    - 急行「鳥海」[47]「よねやま[注釈 37]」[44]などで使用。
- 客車
  - 20系
    - 寝台特急「北陸」[44]、寝台急行「天の川」[44]で使用。

  - 14系 -
    - 寝台特急「北陸」[44]、急行「能登」[44]で使用。

  - 24系
    - 寝台特急「あけぼの」「鳥海」「出羽」[47]で使用。

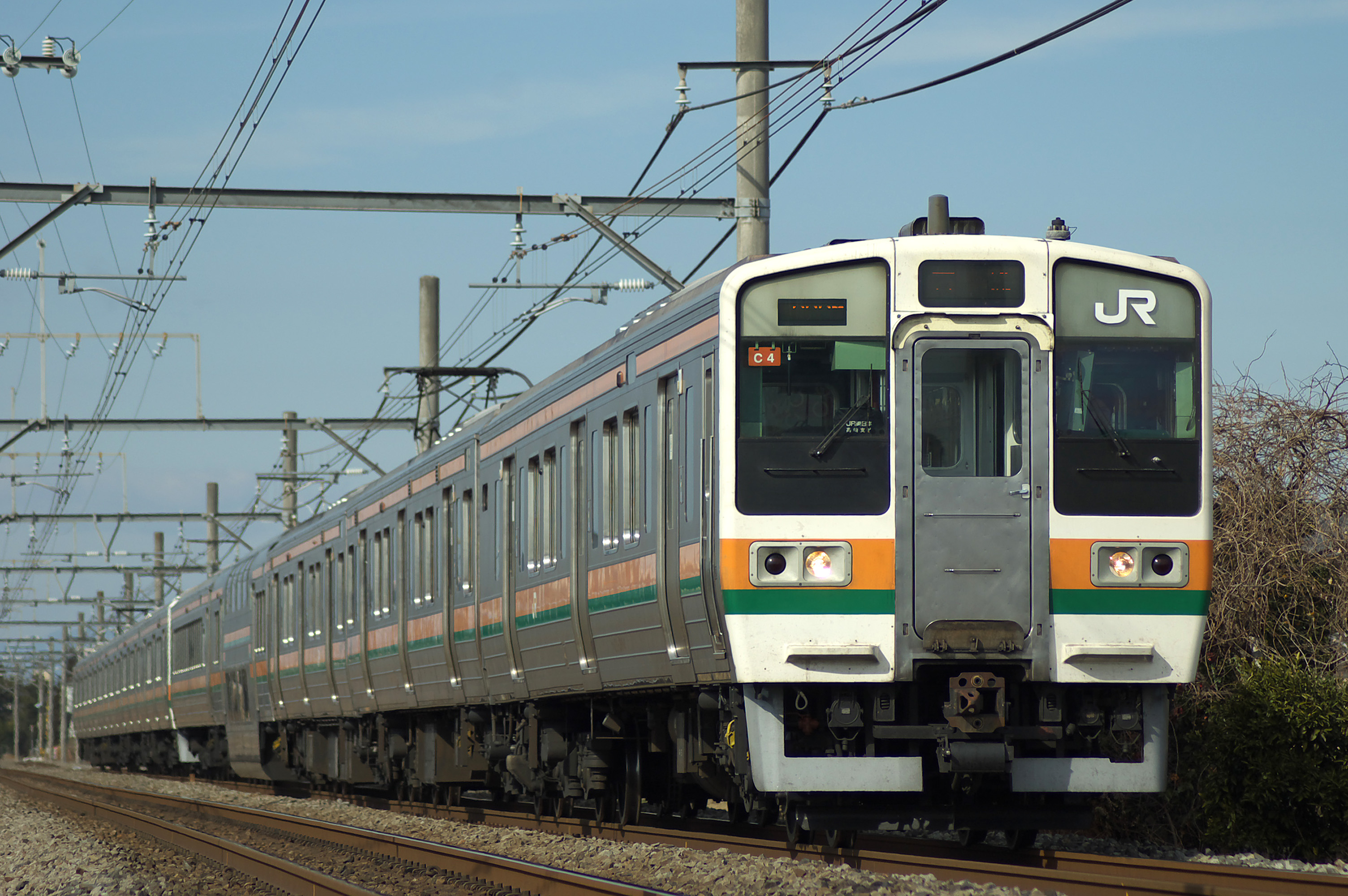
かつてグリーン車を連結して運転していた高崎車両センター所属211系
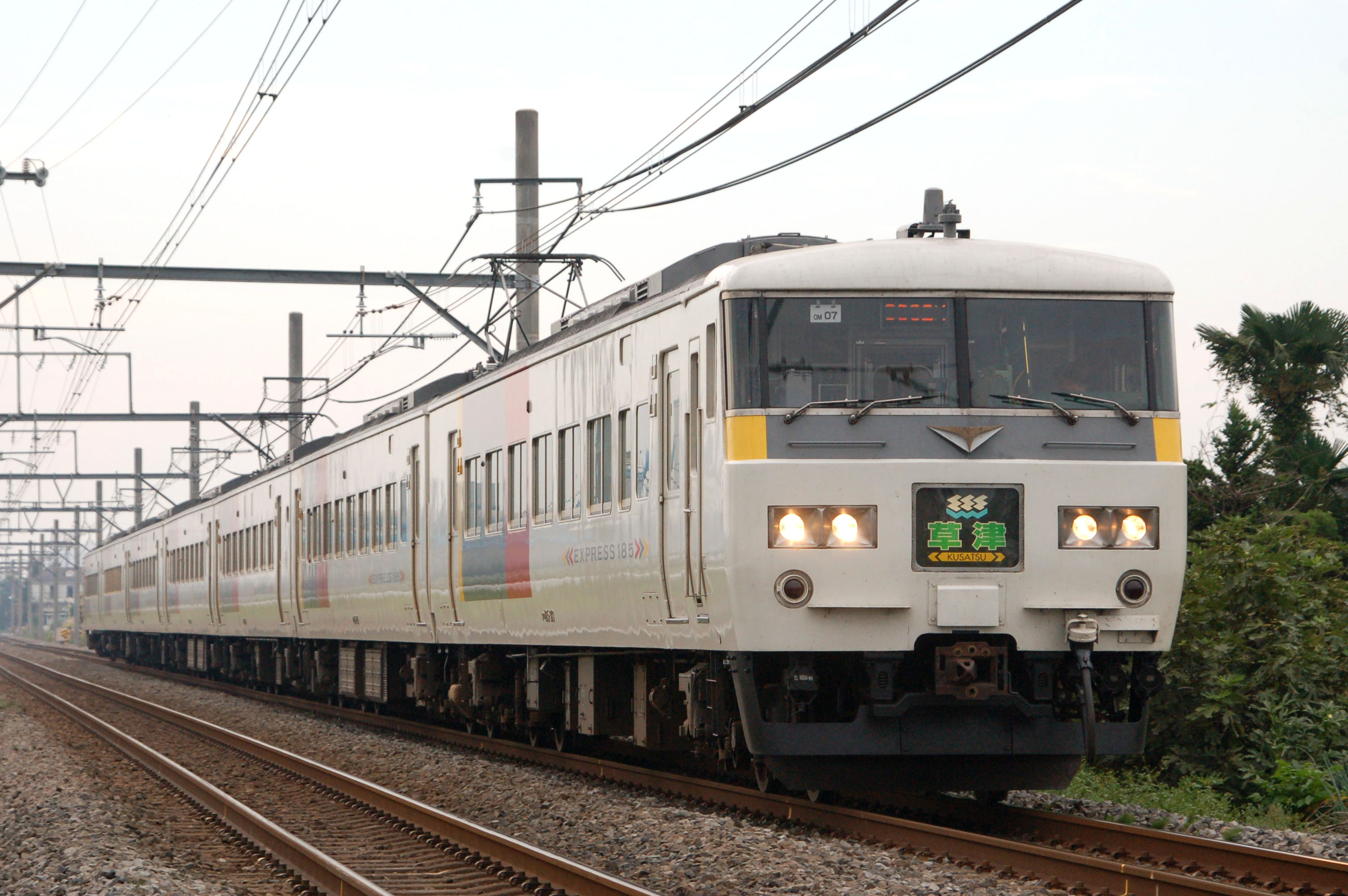
185系「草津」
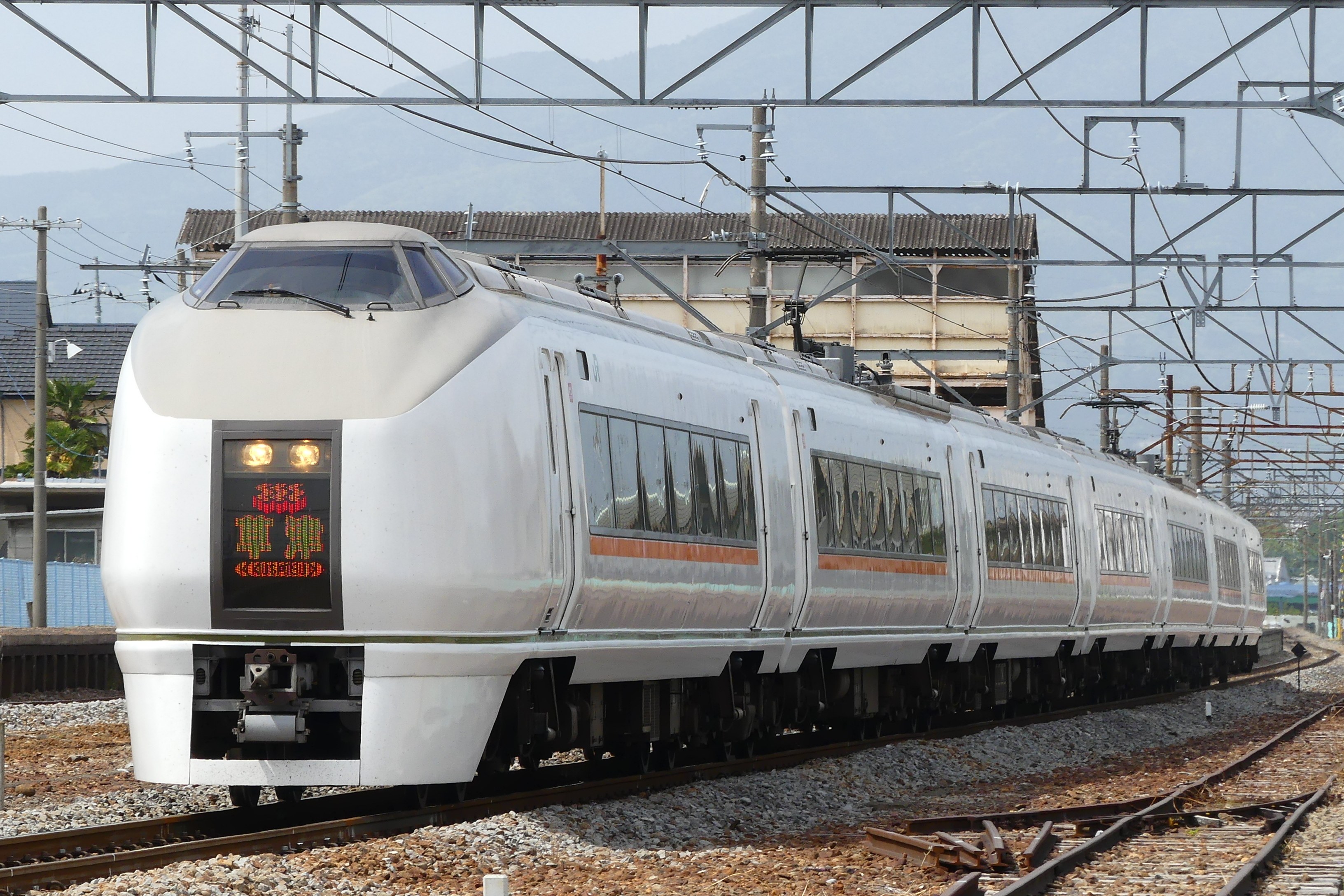
651系「草津」

## データ

### 路線データ
- 路線距離（営業キロ）：74.7km
- 管轄（事業種別）：東日本旅客鉄道（第一種鉄道事業者）・日本貨物鉄道（第二種鉄道事業者）
- 軌間：1,067mm
- 駅数：19（起終点駅を含む）
  - 高崎線所属駅に限定する場合、東北本線所属の大宮駅[48]が除外され、18駅となる。
- 複線区間：全線
- 電化区間：全線（直流1,500V）
- 閉塞方式：自動閉塞式
- 保安装置：ATS-P
- 最高速度：120km/h（優等列車）、110km/h（普通列車）
- 運転指令所
  - 東京総合指令室：大宮駅 - 神保原駅間
  - 高崎総合指令室：神保原駅 - 高崎駅間
    - 運転取扱駅（駅が信号を制御）：高崎操車場
    - 準運転取扱駅（異常時、入換時は駅が信号を制御）：大宮駅・宮原駅・吹上駅・熊谷貨物ターミナル駅・籠原駅・深谷駅・岡部駅・本庄駅・倉賀野駅・高崎駅
- 列車運行管理システム：東京圏輸送管理システム (ATOS)（大宮駅 - 神保原駅間）
- 車両基地（所在駅）：大宮総合車両センター（大宮駅）・高崎車両センター籠原派出所（籠原駅）・ぐんま車両センター（高崎駅）
- 大都市近郊区間：全線（東京近郊区間）
- IC乗車カード対応区間：全線（Suicaの首都圏エリア）

大宮駅を含む川越線との並行区間は大宮支社、宮原駅 - 高崎駅間は高崎支社の管轄である。支社境界は川越線と分かれた後の大成第六踏切付近（大宮起点3km地点）に設けられている。

### 混雑率の推移
2023年度の最混雑区間（宮原→大宮間）の混雑率は130%である。
大宮駅以北は上越新幹線を除いて競合路線がなく、埼玉県内でも混雑率が高い路線である。2012年度まで混雑率は180%を越えていたが、近年は輸送量の減少により混雑が緩和し、2016年度に170%を下回った。
| 年度               | 最混雑区間（宮原 → 大宮間）輸送実績 | 最混雑区間（宮原 → 大宮間）輸送実績 | 最混雑区間（宮原 → 大宮間）輸送実績 | 最混雑区間（宮原 → 大宮間）輸送実績 | 特記事項               |
| 年度               | 運転本数：本                        | 輸送力：人                          | 輸送量：人                          | 混雑率：%                           | 特記事項               |
| ------------------ | ----------------------------------- | ----------------------------------- | ----------------------------------- | ----------------------------------- | ---------------------- |
| 1985年（昭和60年） | 11                                  | 18,150                              | 46,610                              | 257                                 |                        |
| 1994年（平成06年） | 12                                  | 24,500                              | 51,500                              | 210                                 |                        |
| 1995年（平成07年） | 12                                  | 24,500                              | 51,560                              | 210                                 |                        |
| 1996年（平成08年） | 12                                  | 24,500                              |                                     |                                     |                        |
| 1997年（平成09年） | 12                                  | 24,500                              |                                     |                                     |                        |
| 1998年（平成10年） | 12                                  | 24,500                              | 51,300                              | 209                                 |                        |
| 1999年（平成11年） | 13                                  | 26,300                              | 51,310                              | 195                                 |                        |
| 2000年（平成12年） | 13                                  | 26,300                              | 51,000                              | 194                                 |                        |
| 2001年（平成13年） | 13                                  | 26,740                              | 51,300                              | 192                                 | 湘南新宿ライン開業年度 |
| 2002年（平成14年） | 13                                  | 27,010                              | 51,200                              | 190                                 |                        |
| 2003年（平成15年） | 13                                  | 27,010                              | 51,400                              | 190                                 |                        |
| 2004年（平成16年） | 14                                  | 27,670                              | 50,300                              | 182                                 |                        |
| 2005年（平成17年） | 14                                  | 27,670                              | 50,200                              | 181                                 |                        |
| 2006年（平成18年） | 14                                  | 25,224                              | 48,350                              | 192                                 |                        |
| 2007年（平成19年） | 14                                  | 25,224                              | 48,450                              | 192                                 |                        |
| 2008年（平成20年） | 14                                  | 25,224                              | 48,360                              | 192                                 |                        |
| 2009年（平成21年） | 14                                  | 25,224                              | 48,310                              | 192                                 |                        |
| 2010年（平成22年） | 14                                  | 25,298                              | 48,350                              | 191                                 |                        |
| 2011年（平成23年） | 14                                  | 25,298                              | 48,250                              | 191                                 |                        |
| 2012年（平成24年） | 14                                  | 25,594                              | 48,100                              | 188                                 |                        |
| 2013年（平成25年） | 15                                  | 27,660                              | 48,100                              | 174                                 |                        |
| 2014年（平成26年） | 15                                  | 27,660                              | 48,100                              | 174                                 |                        |
| 2015年（平成27年） | 14                                  | 25,816                              | 44,390                              | 172                                 | 上野東京ライン開業年度 |
| 2016年（平成28年） | 14                                  | 25,816                              | 43,570                              | 169                                 |                        |
| 2017年（平成29年） | 14                                  | 25,816                              | 42,820                              | 166                                 |                        |
| 2018年（平成30年） | 14                                  | 25,816                              | 42,300                              | 164                                 |                        |
| 2019年（令和元年） | 14                                  | 25,816                              | 41,880                              | 162                                 |                        |
| 2020年（令和02年） | 14                                  | 25,816                              | 28,740                              | 111                                 |                        |
| 2021年（令和03年） | 14                                  | 25,816                              | 29,390                              | 114                                 |                        |
| 2022年（令和04年） | 14                                  | 25,816                              | 31,620                              | 122                                 |                        |
| 2023年（令和05年） | 14                                  | 25,816                              | 33,480                              | 130                                 |                        |

### 平均通過人員
各年度の平均通過人員（人/日）は以下のとおりである。
| 年度                   | 平均通過人員（人/日） | 平均通過人員（人/日） | 平均通過人員（人/日） | 出典   |
| 年度                   | 全線                  | 大宮 - 熊谷           | 熊谷 - 高崎           | 出典   |
| ---------------------- | --------------------- | --------------------- | --------------------- | ------ |
| 2011年度（平成23年度） | 115,411               | 197,595               | 45,257                | [ 54 ] |
| 2012年度（平成24年度） | 116,550               | 199,222               | 45,986                | [ 54 ] |
| 2013年度（平成25年度） | 117,912               | 201,402               | 46,646                | [ 54 ] |
| 2014年度（平成26年度） | 114,691               | 196,088               | 45,210                | [ 54 ] |
| 2015年度（平成27年度） | 116,920               | 199,240               | 46,652                | [ 54 ] |
| 2016年度（平成28年度） | 116,370               | 198,468               | 46,291                | [ 55 ] |
| 2017年度（平成29年度） | 116,638               | 198,649               | 46,634                | [ 55 ] |
| 2018年度（平成30年度） | 116,646               | 198,487               | 46,786                | [ 55 ] |
| 2019年度（令和元年度） | 115,553               | 195,824               | 47,033                | [ 55 ] |
| 2020年度（令和02年度） | 76,889                | 133,068               | 28,935                | [ 55 ] |
| 2021年度（令和03年度） | 83,988                | 143,919               | 32,831                | [ 56 ] |
| 2022年度（令和04年度） | 95,160                | 161,405               | 38,613                | [ 56 ] |
| 2023年度（令和05年度） | 102,020               | 172,168               | 42,141                | [ 57 ] |

## 駅一覧
東京駅（東北本線）からの区間を記載する。
- 駅名欄
  - （貨）＝貨物専用駅、◆・◇＝貨物取扱駅（貨物専用駅を除く。◇は定期貨物列車の発着なし）
  - 特定都区市内制度適用範囲の駅 ： 山＝東京山手線内、区＝東京都区内
- 営業キロ
  - 累計営業キロは尾久駅経由のもの。日暮里駅 - 赤羽駅間は東北本線の支線を経由している。旅客がこの区間を挟んで利用する際の運賃は、支線経由よりも0.2km短い田端駅経由[* 1]の営業キロで計算する（東京駅 - 大宮駅間の田端駅経由での営業キロは30.3km）。
- 停車駅
  - 普通 ： 下表のうち日暮里駅以外の全旅客駅に停車（湘南新宿ラインを除く）
  - 各種快速 ： ●・■印の駅は全列車停車、▼印の駅は下りの列車のみ運行かつ停車、｜・↓印の駅は全列車通過（↓は下り列車のみ運転）
    - 湘南新宿ライン ： ■印の駅では東北貨物線上のホームに停車、||印の駅は経由しない

  - 特急 ： 各列車記事を参照
- 接続路線欄 ： 東京駅 - 大宮駅間の東日本旅客鉄道の路線名は運転系統上の名称（正式路線名とは異なる）。駅名が異なる場合は⇒印にて駅名を記す。
- 駅番号 ： 宇都宮線と同一のものである。

| 正式路線名   | 駅番号                     | 駅名             | 駅間 営業 キロ | 累計 営業キロ | 累計 営業キロ | 快速アーバン | 湘南 新宿 ライン | 湘南 新宿 ライン | 接続路線・備考 | 所在地 | 所在地 | 所在地 |
| 正式路線名   | 駅番号                     | 駅名             | 駅間 営業 キロ | 東京 から     | 大宮 から     | 快速アーバン | 普通 | 特別快速 | 接続路線・備考 | 所在地 | 所在地 | 所在地 |
| ------------ | -------------------------- | ---------------- | -------------- | ------------- | ------------- | --- | --- | --- | --- | --- | --- | --- |
| 直通運転区間 | 直通運転区間               | 直通運転区間     | 直通運転区間   | 直通運転区間  | 直通運転区間  | ■上野東京ライン：東京駅から 東海道線熱海駅経由CA 東海道本線沼津駅・ 伊東線伊東駅まで 湘南新宿ライン：赤羽駅から新宿駅・大船駅経由 東海道線小田原駅まで | ■上野東京ライン：東京駅から 東海道線熱海駅経由CA 東海道本線沼津駅・ 伊東線伊東駅まで 湘南新宿ライン：赤羽駅から新宿駅・大船駅経由 東海道線小田原駅まで | ■上野東京ライン：東京駅から 東海道線熱海駅経由CA 東海道本線沼津駅・ 伊東線伊東駅まで 湘南新宿ライン：赤羽駅から新宿駅・大船駅経由 東海道線小田原駅まで | ■上野東京ライン：東京駅から 東海道線熱海駅経由CA 東海道本線沼津駅・ 伊東線伊東駅まで 湘南新宿ライン：赤羽駅から新宿駅・大船駅経由 東海道線小田原駅まで | ■上野東京ライン：東京駅から 東海道線熱海駅経由CA 東海道本線沼津駅・ 伊東線伊東駅まで 湘南新宿ライン：赤羽駅から新宿駅・大船駅経由 東海道線小田原駅まで | ■上野東京ライン：東京駅から 東海道線熱海駅経由CA 東海道本線沼津駅・ 伊東線伊東駅まで 湘南新宿ライン：赤羽駅から新宿駅・大船駅経由 東海道線小田原駅まで | ■上野東京ライン：東京駅から 東海道線熱海駅経由CA 東海道本線沼津駅・ 伊東線伊東駅まで 湘南新宿ライン：赤羽駅から新宿駅・大船駅経由 東海道線小田原駅まで |
| 東北本線     | JU 01                      | 東京駅 山区      | -              | 0.0           | 30.5          | ▼ | \|\| | \|\| | 東日本旅客鉄道： 東北新幹線・山形新幹線・秋田新幹線・北海道新幹線・上越新幹線・北陸新幹線・ 東海道線（直通運転：上記参照）(JT 01)・ 中央線 (JC 01)・ 山手線 (JY 01)・ 京浜東北線 (JK 26)・ 横須賀・総武線（快速）(JO 19)・ 京葉線 (JE 01) 東海旅客鉄道： 東海道新幹線 東京地下鉄： 丸ノ内線 (M-17) 東京地下鉄： 東西線 ⇒大手町駅 (T-09) | 東京都 | 千代田区 | 千代田区 |
| 東北本線     | JU 02                      | 上野駅 山区      | 3.6            | 3.6           | 26.9          | ▼ | \|\| | \|\| | 東日本旅客鉄道： 東北新幹線・山形新幹線・秋田新幹線・北海道新幹線・上越新幹線・北陸新幹線・ 山手線 (JY 05)・ 京浜東北線 (JK 30)・■常磐線・ 常磐線（快速）(JJ 01) 東京地下鉄： 銀座線 (G-16)・ 日比谷線 (H-18) 京成電鉄： 本線 ⇒京成上野駅 (KS01)                                                                                        | 東京都 | 台東区 | 台東区 |
| 東北本線     |                            | （日暮里駅）     | 2.2            | 5.8           | 24.7          | ↓ | \|\| | \|\| | （高崎線の列車は全列車通過 常磐線および山手線・京浜東北線田端方面との分岐点） | 東京都 | 荒川区 | 荒川区 |
| 東北本線     | JU 03                      | 尾久駅 区        | 2.6            | 8.4           | 22.1          | ↓ | \|\| | \|\| | | 東京都 | 北区 | 北区 |
| 東北本線     | JU 04                      | 赤羽駅 区        | 5.0            | 13.4          | 17.1          | ▼ | ■ | ■ | 東日本旅客鉄道： 京浜東北線 (JK 38)・ 湘南新宿ライン（新宿・武蔵小杉方面、一部直通運転）(JS 22)・ 埼京線 (JA 15) | 東京都 | 北区 | 北区 |
| 東北本線     | JU 05                      | 浦和駅           | 11.0           | 24.4          | 6.1           | ▼ | ■ | ■ | 東日本旅客鉄道： 京浜東北線 (JK 43)・ 湘南新宿ライン (JS 23) | 埼玉県 | さいたま市 | 浦和区 |
| 東北本線     | JU 06                      | さいたま新都心駅 | 4.5            | 28.9          | 1.6           | ↓ | ｜ | ｜ | 東日本旅客鉄道： 京浜東北線 (JK 46) | 埼玉県 | さいたま市 | 大宮区 |
| 東北本線     | JU 07                      | 大宮駅           | 1.6            | 30.5          | 0.0           | ▼ | ● | ● | 東日本旅客鉄道： 東北新幹線・山形新幹線・秋田新幹線・北海道新幹線・上越新幹線・北陸新幹線・ 京浜東北線 (JK 47)・ 宇都宮線（東北本線列車線）・ 湘南新宿ライン (JS 24)・ 埼京線 (JA 26)・■川越線 東武鉄道： 野田線（東武アーバンパークライン）(TD-01) 埼玉新都市交通： 伊奈線（ニューシャトル）(NS01)                                     | 埼玉県 | さいたま市 | 大宮区 |
| 高崎線       | JU 07                      | 大宮駅           | 1.6            | 30.5          | 0.0           | ▼ | ● | ● | 東日本旅客鉄道： 東北新幹線・山形新幹線・秋田新幹線・北海道新幹線・上越新幹線・北陸新幹線・ 京浜東北線 (JK 47)・ 宇都宮線（東北本線列車線）・ 湘南新宿ライン (JS 24)・ 埼京線 (JA 26)・■川越線 東武鉄道： 野田線（東武アーバンパークライン）(TD-01) 埼玉新都市交通： 伊奈線（ニューシャトル）(NS01)                                     | 埼玉県 | さいたま市 | 大宮区 |
|              | 宮原駅                     | 4.0              | 34.5           | 4.0           | ↓             | ● | ｜ | | 北区 | 埼玉県 | さいたま市 | |
|              | 上尾駅                     | 4.2              | 38.7           | 8.2           | ▼             | ● | ● | | 上尾市 | 上尾市 | | |
|              | 北上尾駅                   | 1.7              | 40.4           | 9.9           | ↓             | ● | ｜ | | 上尾市 | 上尾市 | | |
|              | 桶川駅                     | 1.9              | 42.3           | 11.8          | ▼             | ● | ● | | 桶川市 | 桶川市 | | |
|              | 北本駅                     | 4.6              | 46.9           | 16.4          | ↓             | ● | ● | | 北本市 | 北本市 | | |
|              | 鴻巣駅                     | 3.6              | 50.5           | 20.0          | ▼             | ● | ● | | 鴻巣市 | 鴻巣市 | | |
|              | 北鴻巣駅                   | 4.3              | 54.8           | 24.3          | ↓             | ● | ｜ | | 鴻巣市 | 鴻巣市 | | |
|              | 吹上駅◇                    | 3.0              | 57.8           | 27.3          | ↓             | ● | ｜ | | 鴻巣市 | 鴻巣市 | | |
|              | 行田駅                     | 2.3              | 60.1           | 29.6          | ↓             | ● | ｜ | | 行田市 | 行田市 | | |
|              | 熊谷駅                     | 4.8              | 64.9           | 34.4          | ▼             | ● | ● | 東日本旅客鉄道： 上越新幹線・北陸新幹線 秩父鉄道：■秩父本線 (CR09)                                                                                     | 熊谷市 | 熊谷市 | | |
|              | （貨）熊谷貨物ターミナル駅 | 4.9              | 69.8           | 39.3          | ↓             | ｜ | ｜ | | 熊谷市 | 熊谷市 | | |
|              | 籠原駅                     | 1.7              | 71.5           | 41.0          | ▼             | ● | ● | | 熊谷市 | 熊谷市 | | |
|              | 深谷駅                     | 4.8              | 76.3           | 45.8          | ▼             | ● | ● | | 深谷市 | 深谷市 | | |
|              | 岡部駅◇                    | 4.3              | 80.6           | 50.1          | ▼             | ● | ● | | 深谷市 | 深谷市 | | |
|              | 本庄駅                     | 5.6              | 86.2           | 55.7          | ▼             | ● | ● | | 本庄市 | 本庄市 | | |
|              | 神保原駅                   | 4.0              | 90.2           | 59.7          | ▼             | ● | ● | | 児玉郡 上里町 | 児玉郡 上里町 | | |
|              | 新町駅◇                    | 4.5              | 94.7           | 64.2          | ▼             | ● | ● | | 群馬県 | 高崎市 | 高崎市 | |
|              | （北藤岡駅）               | 2.5              | 97.2           | 66.7          | ↓             | ｜ | ｜ | （八高線の施設上の分岐点。八高線のみにホームがある）                                                                                                   | 群馬県 | 藤岡市 | 藤岡市 | |
|              | 倉賀野駅◆                  | 3.6              | 100.8          | 70.3          | ▼             | ● | ● | 東日本旅客鉄道：■八高線 | 群馬県 | 高崎市 | 高崎市 | |
|              | （貨）高崎操車場           | 1.9              | 102.7          | 72.2          | ↓             | ｜ | ｜ | [ * 5 ] | 群馬県 | 高崎市 | 高崎市 | |
|              | 高崎駅◇                    | 2.5              | 105.2          | 74.7          | ▼             | ● | ● | 東日本旅客鉄道： 上越新幹線・北陸新幹線・■上越線・■両毛線（前橋駅まで一部直通運転）・■吾妻線・■信越本線 上信電鉄：■上信線                              | 群馬県 | 高崎市 | 高崎市 | |

2022年度の時点で、上記全駅がJR東日本自社による乗車人員集計の対象となっている。
1. ↑  田端駅経由の路線は東北本線の本線。運転系統では京浜東北線が経由している。
2. ↑  鶯谷 - 上野 - 尾久は、尾久発着に限り区間外乗車の特例が設けられている。通常の乗車券では鶯谷方面から尾久経由赤羽方面に乗り換えることはできない（日暮里 - 上野が重複乗車となる）。
3. ↑  大宮駅は旅客線と東北貨物線との分岐・合流駅でもあり、東北貨物線は赤羽駅 - 大宮駅間で旅客線と併走する。
4. ↑  八高線は全列車が高崎駅に乗り入れる。
5. ↑  操車場機能は停止しているが『JR貨物時刻表』に掲載されている
6. 1 2  両毛線は上越線新前橋駅が正式な起終点だが、運転系統上は全列車が高崎駅に乗り入れる。吾妻線は上越線渋川駅が起終点だが、一部列車が高崎駅に乗り入れる。

### 発車メロディー
1994年頃より、各駅で五感工房製の発車メロディーが導入された。また、一部の駅では、テイチク製の発車メロディーの導入や変更、さらにはご当地にちなんだ発車メロディーへの変更例も多くみられる。
ご当地にちなんだ発車メロディーは以下の駅で導入されている。
| 駅名                     | 使用曲                        | 使用開始 年月日 | 備考 |
| ------------------------ | ----------------------------- | --------------- | --- |
| 上尾駅・北上尾駅         | 上尾市歌                      | 2010年6月1日    | 北上尾駅は歌い出し部分の、上尾駅はサビ部分のアレンジである。 |
| 鴻巣駅・北鴻巣駅・吹上駅 | HANDS-大きな手から小さな手へ- | 2010年8月1日    | 鴻巣市出身のシンガーソングライター 美根ゆり香の楽曲。 3駅でアレンジが異なる。                                                                                                  |
| 行田駅                   | 夢伝説                        | 2013年10月1日   | 行田市観光大使であるスターダストレビューの代表曲。 なお導入当初、2番線は「今夜だけきっと」が使用されていたが翌10月2日に使用停止となり、1番線と同じ「夢伝説」に変更されている。 |
| 熊谷駅・籠原駅           | 熊谷市歌                      | 2008年4月1日    | 籠原駅は歌い出し部分の、熊谷駅はサビ部分のアレンジである。 |
| 深谷駅                   | おねぎのマーチ                | 2006年4月1日    | 深谷市の名産品、深谷ねぎのイメージソング。 |

いずれの曲も、全番線同じアレンジとなっている。

### 廃駅・廃止信号場
括弧内は大宮駅からの営業キロ。
- 加茂宮信号場 ： 1947年1月22日廃止、翌年跡地に宮原駅開業。大宮駅 - 上尾駅間 (4.0km)
- 小野信号場 ： 1961年2月21日廃止、北藤岡駅構内に併合。新町駅 - 倉賀野駅間 (66.8km)
- 烏川駅 ： 営業期間1884年9月23日-1884年10月14日、1885年7月14日-1885年8月4日、1886年2月10日-1886年2月19日（水害による橋梁流失のため復旧まで設置）、倉賀野駅 - 高崎操車場間

### 新駅構想
以下の新駅建設の話が以前より出ているが、いずれも具体的計画には至っていない。 なお、新駅設置は現在すべてが請願駅であり、100%地元自治体負担でJR東日本は負担しない。新駅設置は各自治体の財政難もあり消極的である。
- 大成駅（仮称）（大宮駅 - 宮原駅間）[59]
  - 川越線との乗り換え駅になる想定。さいたま市がJR東日本に要請を行っている。なお、同じ大宮駅 - 宮原駅間には2007年10月14日に開館した鉄道博物館があり、この最寄り駅の鉄道博物館駅（旧大成駅）を運営する埼玉新都市交通は要請元のさいたま市も3%を出資する第三セクターであるが、JR東日本も35%出資しており、影響が大きすぎるので設置は厳しいとの懸念もある。
- 北宮原駅（仮称）（宮原駅 - 上尾駅間）[60]
  - 上尾市南部およびさいたま市北区北部は住宅密集地で人口は多いが、上尾 - 宮原間は距離があり、公共交通として路線バスが日中10分おきに走るほどである。新駅の構想は既に1988年3月頃には立案されていた様である。しかし、駅の位置や駅建設のための土地収用の手段などはいずれも未定である。線路沿いは住宅街が連続しており、用地捻出も困難である。
- みなみ北本駅（仮称）（桶川駅 - 北本駅間）→ ＜計画白紙撤回＞
  - 首都圏中央連絡自動車道（圏央道）との交差予定地点付近に設置する。桶川 - 北本間は距離があり、新駅予定地に近い北本市二ツ家に国際興業バスが運行する深夜急行バス「ミッドナイトアロー上尾・鴻巣」の停留所が既存駅以外で唯一設けられている。北本市が建設に意欲的で、2005年には市長自ら高崎支社を直接訪問している。高崎支社は、新駅予定地と圏央道区間が重なるため、圏央道の開通が絶対条件との回答を行った。さらに、圏央道と桶川市で接続する上尾道路の建設がオオタカの問題で工事が中断し、その影響で圏央道の建設も遅れた。2010年3月に圏央道と上尾道路が接続され、高崎線と交差地点を含む区間での圏央道の工事は開始されたが、土地買収の遅れから当該区間の開通予定は延期となっていた。2013年8月、北本市は新駅の建設をするかどうかを問う住民投票の条例案を提案し、同年12月15日に住民投票が実施されることになった[61][62][63]。その結果、反対多数となり、計画は白紙となった[64]。圏央道は新駅の関連設備設置を想定し、用地確保のため、高崎線の下を潜る「JR高崎線トンネル」が高崎線の複線幅を大幅に上回る340mもの長さで建設された。新駅設置が撤回されたことで、トンネルの上部に高崎線及び並行する北本市道を挟んで2つの細長い空き地が残されている。ただし、北本市は予定地周辺を新駅設置も含めた街づくり調査業務委託の指名競争入札を行うとしている[65]。
- 西熊谷駅（仮称）（熊谷駅 - 熊谷貨物ターミナル駅間）
  - 熊谷市が国道140号陸橋の南部の線路沿いで行っている上石第一地区土地区画整理事業の中心駅として想定。しかし、開業しても熊谷駅・籠原駅の利用者が分散するだけで、3駅全体で見て大幅な利用者増は見込めず、熊谷市としての費用対効果が見込めないとして、近年は消極化の傾向にある。
- 北藤岡駅（新町駅 - 倉賀野駅間、八高線）の高崎線ホーム
  - 藤岡市の構想[66]。
- 名称未定（倉賀野駅 - 高崎駅間、高崎操車場跡地付近）
  - 高崎市の構想。高崎操車場跡地を再開発する計画を立てており、そのアクセスのため、新駅の設置を検討[67][68]。

### 過去の接続路線
- 大宮駅：西武大宮線 - 1941年2月25日廃止
- 吹上駅：行田馬車鉄道 - 1923年廃止
- 熊谷駅：東武熊谷線 - 1983年6月1日廃止
- 熊谷貨物ターミナル駅：秩父鉄道三ヶ尻線（貨物線） - 2020年12月31日廃止
- 本庄駅：本庄電気軌道 - 1933年5月1日廃止
- 高崎駅：東武伊香保軌道線（高崎線）（高崎駅前） - 1953年7月1日廃止

## 連続立体交差事業
新町駅付近において、連続立体交差事業（鉄道高架化）の事業化を進める計画がある。2013年に群馬県が公表した、はばたけ群馬・県土整備プラン2013-2022では、2022年度までに事業着手を目指す予定とされ、2019年3月に寄せられた高崎市の意見・提言によると、2020年度までに事業化を目指すとしていた。
しかし、2020年12月に策定された、ぐんま・県土整備プラン2020によると、年代の記載が無くなり着手に向けて検討するとしている。高崎市が開催した、令和2年度第2回高崎市新町地域振興協議会によると、変更した理由は、2019年の台風19号による西毛、吾妻地域を中心とした被害の復旧事業や、今後の気象災害への防災・減災対策を優先せざるを得ないとのことである。